# Jesi
Jesi est une ville italienne de la province d'Ancône dans la région des Marches. Jesi est actuellement la troisième ville la plus peuplée de la province, après Ancône et Senigallia. 
Elle a été déclarée « ville exemplaire » pour l'intégration architecturale de ses diverses couches historiques par l’UNESCO.

## Géographie
Jesi se trouve dans la basse vallée du fleuve Esino et elle s'étale sur 107 km2  à une altitude de 97 m.

### Climat
Malgré la proximité de la mer, Jesi a un climat plutôt continental. Les hivers sont froids et humides, parfois neigeux (hivers 1995 et 1996 avec 50-60 cm de neige et une température nocturne de −12 °C. Les étés sont humides et étouffants, caractérisées par l'absence des vents (en 2003 a été enregistré le record de 43 °C). À la fin du mois d'août, il y a souvent de  forts orages, avec possibilité de grêle. Le printemps et l'automne sont pluvieux et brumeux.

## Histoire

### Fondation légendaire
La légende de Jesi raconte qu'elle  fut fondée par Esio, roi des Pélasges, en 1500 av. J.-C., et c'est lui qui donna à la ville son symbole, un lion rampant. Le roi Esio est considéré comme le premier ancêtre des Étrusques (voir aussi lien Étrusque) et des Picéniens.
Cette légende est à l'origine aussi du nom de la ville de Jesi, qui viendrait donc de « Città Regia » (Ville Royale).

### Origines et identité celte
Historiquement, Jesi a des origines très anciennes ; on pense qu'elle a été fondée par les Ombriens comme leur dernier avant-poste dans le territoire picénien.
Au IVe siècle av. J.-C., les Gaulois Sénons, population celtique descendue du Nord et ainsi appelée de leur ville d’origine (aujourd’hui Sens en France), chassèrent les Ombriens et s’installèrent sur la côte orientale de l’Italie, de Rimini à Ancône, dans ce qui fut plus tard appelé Ager Gallicus. Ils y fondèrent Sena Gallica (Senigallia), qui devint leur capitale, établirent la frontière méridionale de leur domination sur la rivière Esino et, comme avant eux les Ombriens, firent de Jesi le dernier bastion de défense contre les Picèniens.

### Occupation romaine
Pendant plus d’un siècle, il y eut de nombreux affrontements entre les Sénons et les Romains jusqu'à ce qu'à la suite de la bataille du Sentino de 295 av.J.-C., Rome vainquit définitivement les peuples italiques et en 283 av. J.-C., les Sénons furent vaincus et soumis.
Les Romains établirent de nombreuses colonies ; Jesi en 247 av. J.-C., fut transformée en colonia civium romanorum d’Aesis et incorporée dans la Regio VI Umbria. Ainsi naquit le municipium d’Aesis avec une structure urbaine correspondant au modèle du Castrum, modèle essentiellement resté intact. Les Romains construisirent aussi une importante voie de communication, la Via Salaria Gallica, qui en passant par Jesi (qui semble avoir été un important centre pour le paiement du droit entre la V et la VI Regio) reliait la Via Flaminia.
À l'époque romaine, Cupramontana et Planina furent les deux centres voisins d'Aesis, mais à la différence de cette dernière, ils ne survécurent pas aux pillages et aux destructions barbares.

### Haut Moyen Âge
Avec la désagrégation de l'Empire romain d’Occident conventionnement fixée au Ve siècle, Jesi fut attaquée par Odoacre et dévastée. Comme en 493, avec la conquête de l'Italie par les Ostrogoths de Théodoric, elle fut de nouveau détruite. En 554, les Ostrogoths furent chassés d’Italie par les Byzantins, ainsi que Jesi, qui fut ensuite incluse, avec la partie septentrionale des Marches et la partie méridionale de la Romagne, dans l'un des sept districts militaires de l'exarchat de Ravenne, la Pentapoli, constituée en 585 par l'empereur Maurice I. Par la suite les Byzantins l'érigèrent à l'un des centres principaux de la nouvelle « Pentapoli annonaria » (avec Gubbio, Urbino, Cagli et Fossombrone), constituée en opposition à celle « Marittima » (Rimini, Pesaro, Fano, Senigallia) pour un contrôle et une défense accrus du territoire intérieur de la région. Une autre reconnaissance pour Jesi fut l’élévation au rang de diocèse, comme le confirme la mention de son évêque dès 680. À partir de 728, les Lombards reprennent les invasions vers la Pentapole quand, finalement, en 751, dirigés par le roi Astolphe, ils conquièrent l’Exarchat et ravagèrent Jesi. À la suite des invasions franques de 752-754, le roi des Francs Pépin le Bref conquiert les territoires de l'ancien Exarchat en 754, et, avec l'accord papal de la Promise charismatique, il les donne à l’autorité du pape Étienne II Orsini, créant l'État de l'Église, ce qui fut l'origine du pouvoir temporel des Papes. À partir du VIIIe siècle, l’action des moines bénédictins donne naissance, dans la vallée de l'Esino, à d'innombrables abbayes. Mais la domination papale conduisit à une crise financière, sociale et culturelle qui aboutit souvent à plusieurs révoltes sanglantes, qui visaient parfois à ramener la domination des Lombards. Ce n'est qu'en 773 que l’armée des Francs de Charlemagne anéantit définitivement les Lombards. Mais les révoltes continuèrent fréquemment, au point qu’avec le couronnement de Charlemagne en empereur le 25 décembre 800, Jesi, bien qu’appartenant à l’Église, tombe sous la juridiction impériale et entre dans le nouveau comté de la Marche. À partir de cette période, la structure féodale de la ville prend forme. 
En 999, l'empereur Otton III restitue huit comtés à l'Église du pape Sylvestre II, dont Jesi qui perd toute autonomie.

### Naissance de la Stupeur du Monde
« Alors qu'elle se rendait enceinte à Palerme, Constance de Hauteville fut obligée d'interrompre son voyage dans la Marche d'Ancône et fit élever sur la grand'place de Jesi un pavillon dans lequel elle accoucha à la vue de tous : Frédéric II était né. Chemin faisant, l'enfant sera baptisé quelques jours plus tard à Foligno. »

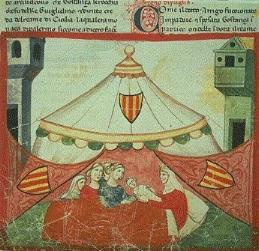
Naissance de Frédéric II, Empereur du saint Empire à Jesi.

Après l'an mil, de violentes luttes de rébellion des villes les plus importantes des Marches entières contre la domination pontificale se déclenchèrent. Les luttes étaient si nombreuses et si fortes que le pape déclara, dans une bulle, les « Marches » une région ingouvernable. En 1130, Jesi s’établit en Libre Commune avec son propre gouvernement autonome, podestat, consuls et écoles d'arts et métiers. Ce fut la période d'or de la ville, dans laquelle on élabora les statuts, on construisit les palais du Podestat, de la Commune et la Cathédrale dédiée à San Settimio et on fortifia les murs sur le tracé de celles d’époque romaine.
Pendant le XIIe siècle et les siècles qui suivirent la noblesse locale, artisans et commerçants s'allièrent en fondant la Respublica Aesina et commencèrent la conquête du Contado, qui soustraient aux grands feudataires laïcs et ecclésiastiques, plus connus sous le nom de Castelli di Jesi. Cette expansion territoriale créa des affrontements furieux avec les voisins les plus puissants, parmi les premiers la République d’Ancône, avec laquelle se succédèrent de longues et dures luttes pour la possession de la vallée de l’Esino sur le tronçon allant de Chiaravalle à la mer.

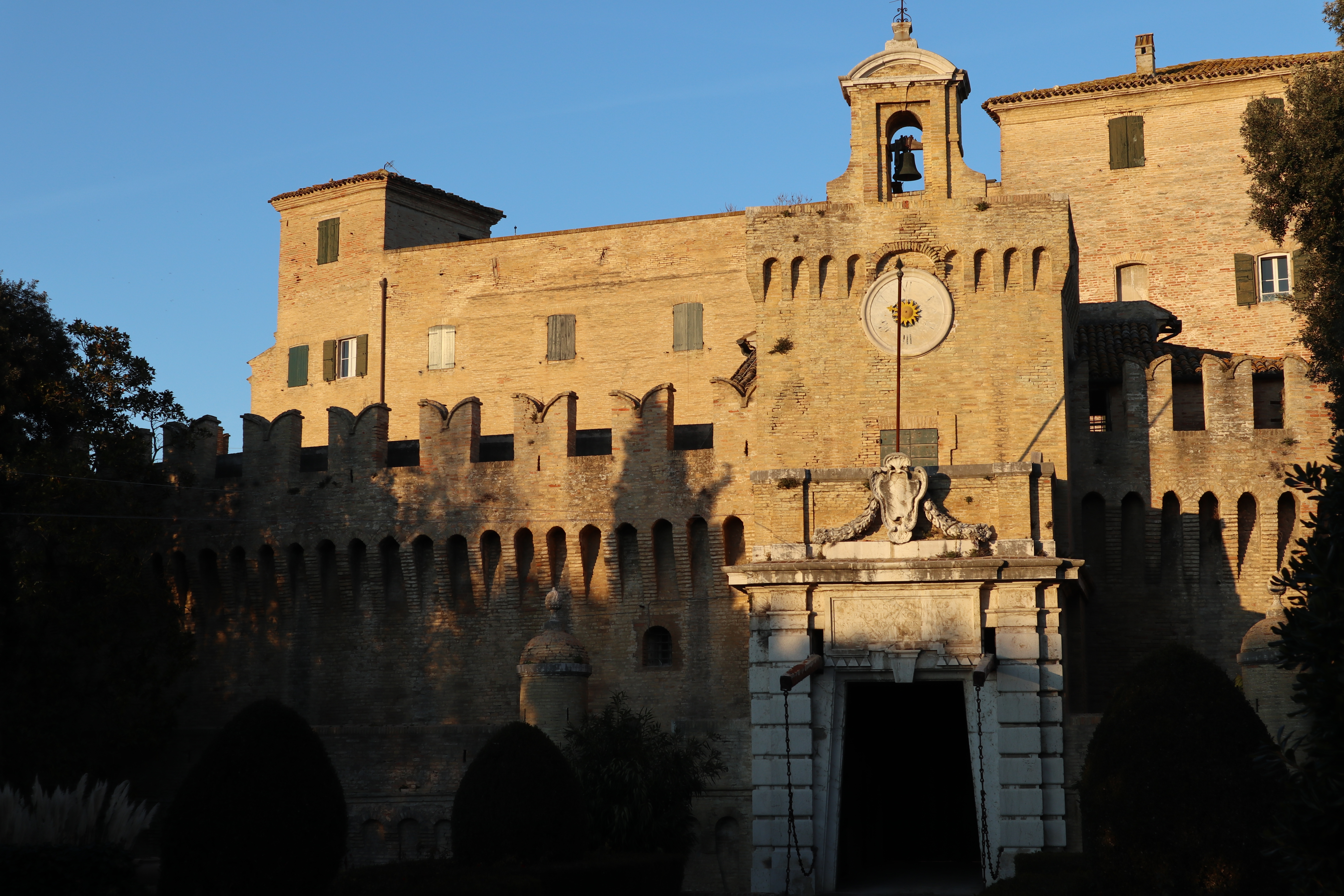
Le Château de la Rocca Priora de la Respublica Aesina.

Le 26 décembre 1194 naquit, dans une tente impériale sur la place centrale de la ville, l’ancien Forum romain, le grand empereur Frédéric II, qui donnera à Jesi le titre de « Città Regia » qui consacrait d'importants droits de pleine autonomie, des privilèges étendus sur la domination du Contado et des libertés communales que l’Église, avec sa domination alternée, ne put plus abroger. Jesi passa ainsi définitivement à la faction gibeline et ses fortunes politiques seront liées pendant des années à celles de Frédéric II et de ses fils Enzo et Manfred avec l'obtention de privilèges impériaux suivis d’inévitables excommunications ecclésiastiques.

### La Seigneurie
Avec la nomination en 1353 du cardinal Egidio Albornoz comme Vicaire général des domaines de l'Église en Italie, on chercha à ramener toutes les communes et les seigneuries sous le contrôle direct ou indirect de l’autorité papale et furent promulguées les Constitutions égidiennes qui régissaient les États pontificaux. 
Entre 1373 et le début du XVe siècle, les luttes pour le pouvoir bouleversent la région, entraînant destruction et misère pour la population. Malgré la chute sous la domination papale de la Romagne et d’Ancône, Jesi, grâce aux privilèges impériaux, réussit à maintenir l’autonomie de sa petite République.
Par la suite, Jesi fut occupée par le vicaire pontifical Filippo Simonetti, par Galeotto I Malatesta en 1347-1351, par Braccio da Montone en 1408, et par Francesco Sforza, dont il devint un authentique bastion. En décembre 1433, Francesco Sforza envahit le territoire des Marches à partir de Jesi. Ce n’est qu’en 1447 que l’Église parvint à reprendre le contrôle en achetant la ville.

### Le retour à la papauté

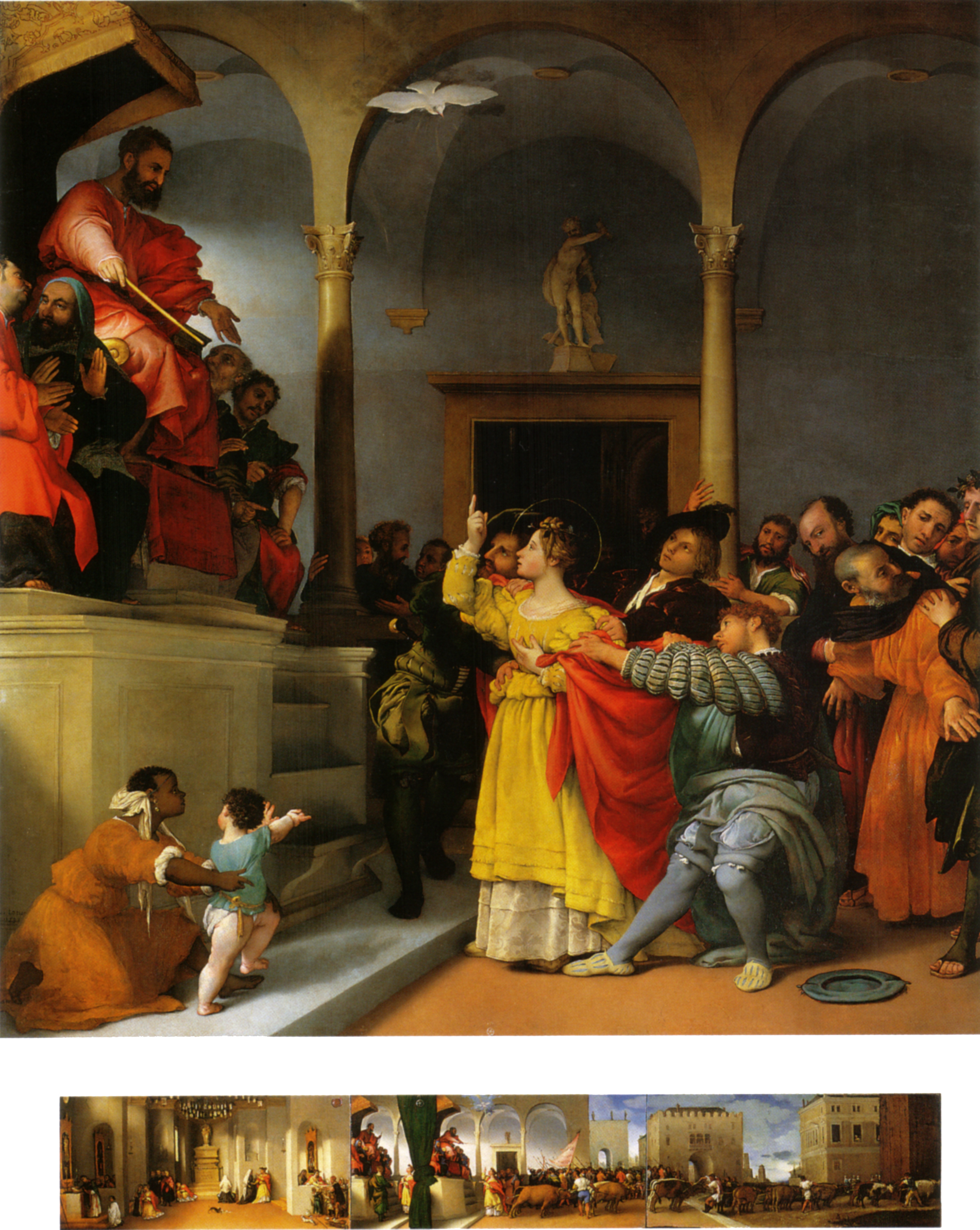
Retable de Sainte Lucie, Lorenzo Lotto, Pinacothèque civique de Jesi.

En 1447, Jesi retourne définitivement sous la domination des États pontificaux, tout en conservant quelques droits sur les territoires du Contado grâce aux titres reçus par Frédéric II quelques siècles plus tôt. Vers 1470 se répandit dans la Marche d'Ancône une grave peste qui décima la population et à partir de 1471 recommença le repeuplement de la zone avec des gens d’Émilie et de Lombardie : nombreux sont les lieux qui leur sont dédiés, comme la via dei Lombardi, côte des Lombardi, rue Fiorenzuola.
La fin de la période seigneuriale, la fin de la peste et la recomposition de la structure communale apportent un certain équilibre et amorcent d’abord une grande reprise économique, démographique et surtout une phase de construction de la ville. 
À partir de la seconde moitié du XVe siècle, le visage architectural de la ville est profondément modifié avec la construction de nouvelles églises et de palais et l’expansion urbaine progressive en dehors du cercle des anciens murs. Le renforcement du système défensif citadin date de cette époque et elle est l’œuvre du Florentin Baccio Pontelli, la construction du palais de la Signoria sur projet du Siennois Francesco di Giorgio Martini est un des plus beaux palais monumentaux des Marches. À côté de la renaissance architecturale de la ville et de l’économie, il y a la culture : le peintre vénitien Lorenzo Lotto réalise pour quelques églises de la ville des chefs-d’œuvre absolus ; Federico Conti da Verona imprime à Jesi, en 1472, une des premières éditions imprimées de la Divine Comédie de Dante, et Ciccolino di Lucagnolo, ciseau raffiné et maître de Benvenuto Cellini développe et perfectionne l’art de l’orfèvrerie. Vers la fin du XVIe siècle, l’oligarchie locale, désormais solidement constituée en classe de propriétaires terriens, revendique à elle l’ensemble du pouvoir politique et administratif, pouvoir qu’elle conserve jusqu’à la fin du XVIIIe siècle.
Deux sont les références historiques les plus significatives à signaler pour le XVIIIe siècle : la transformation architecturale et urbanistique de la ville et la naissance de Giambattista Pergolesi dit le Pergolèse et Gaspare Spontini, deux grandes personnalités dans le domaine de la musique qui se sont affirmées dans toute l'Europe.

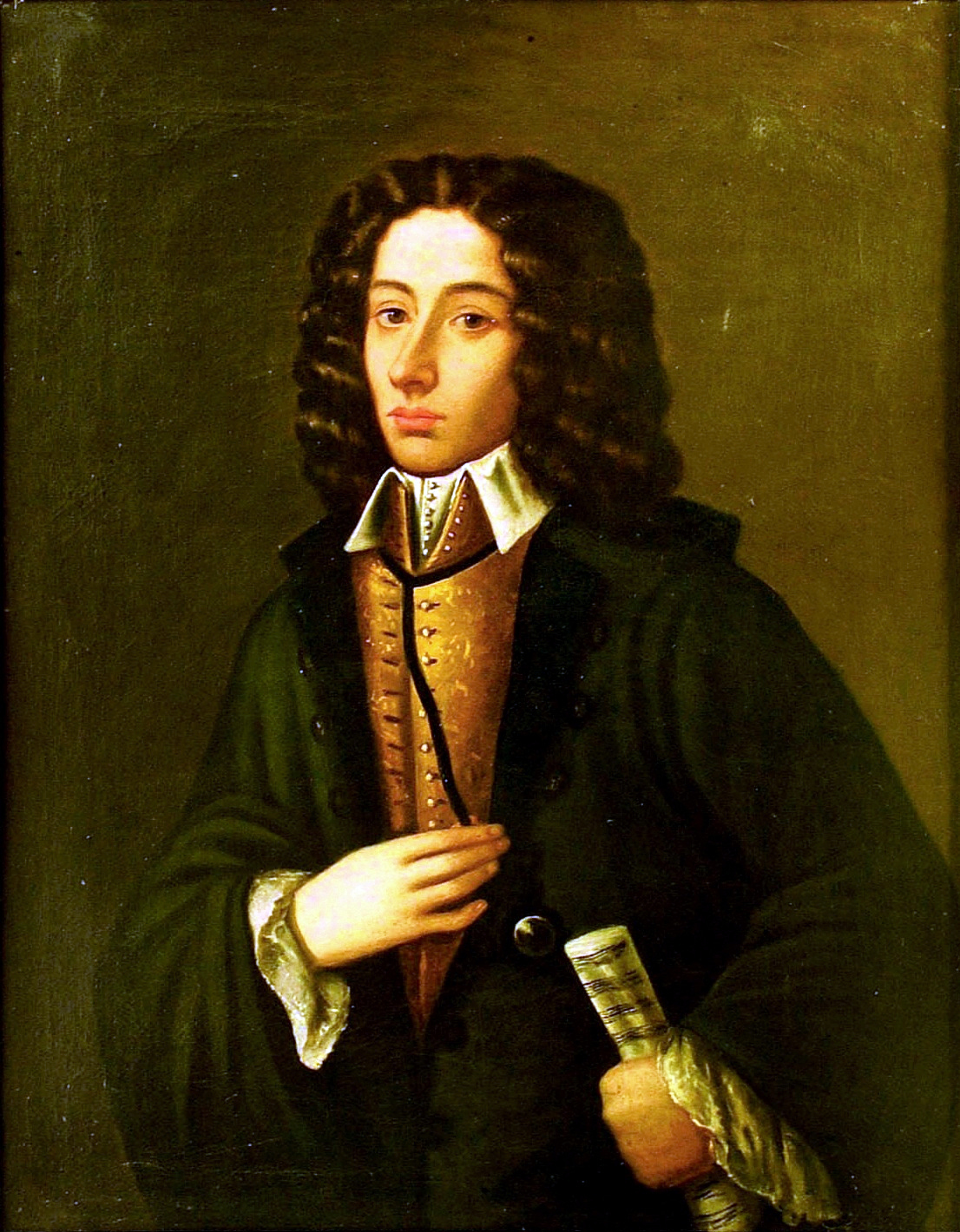
Pergolèse, auteur du célèbre Stabat Mater.
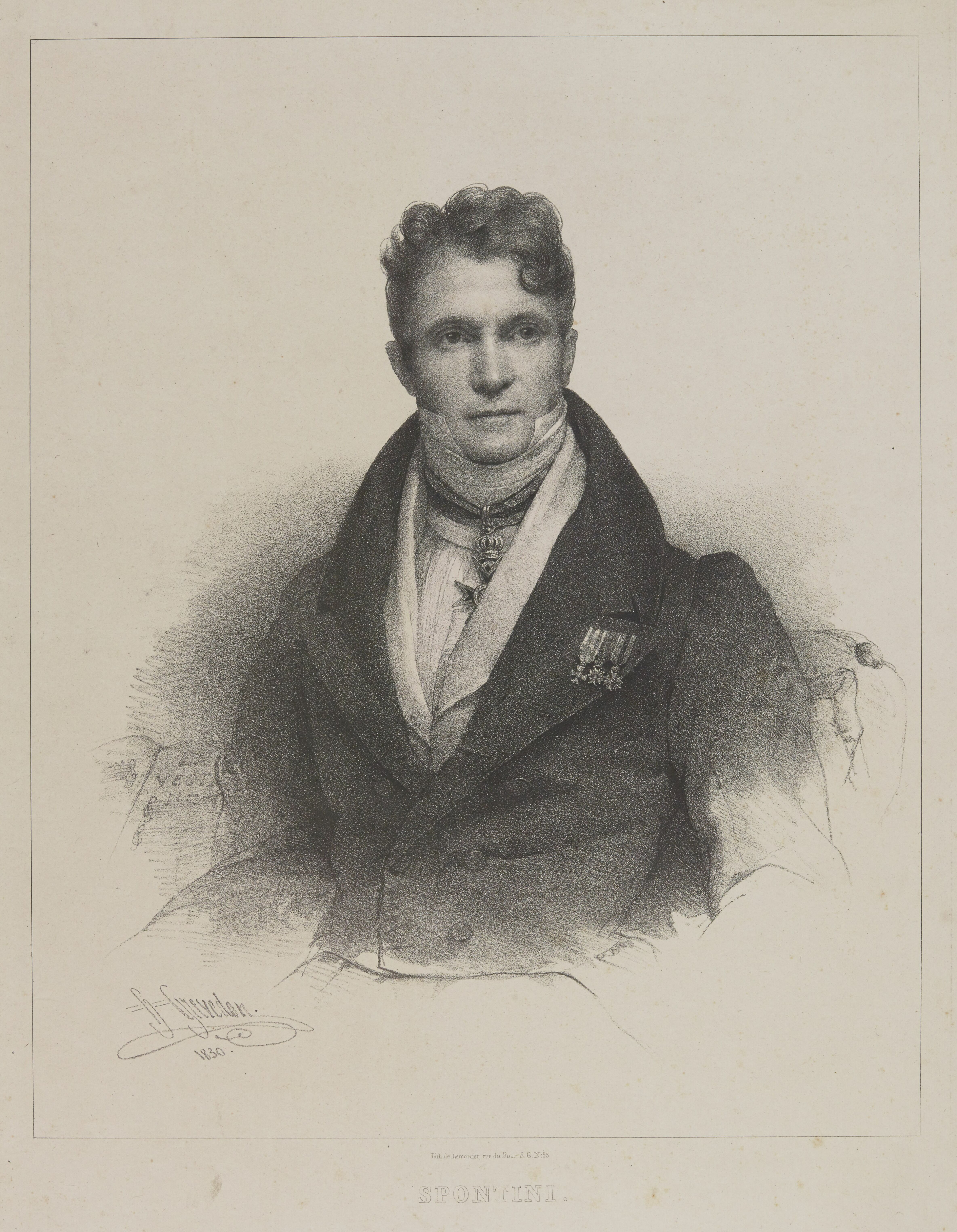
Gaspare Spontini.

### Époque napoléonienne
En 1797, les troupes napoléoniennes mettent fin à l'ancien régime, mais aussi à la domination sur le Contado. En 1808, avec l'annexion des Marches à l'Empire Napoléonien, dans ladite République romaine, Jesi devient l’un des chefs-lieux de district du Département du Metauro. Avec la chute de Napoléon à Waterloo et la Restauration de 1815, Jesi revint sous les papes, mais commença à prendre forme une conception laïque et bourgeoise de l’État. Dans les premières décennies du XIXe siècle a commencé à Jesi un processus d’industrialisation progressive avec la naissance des premières manufactures pour la soie. Les vicissitudes du Risorgimento qui mèneront à l'unité de l'Italie impliquèrent plusieurs personnages de Jesi dont le marquis Antonio Colocci, élu en 1849 comme représentant de la Province d’Ancône.

### Bataille de Castelfidardo
Le 15 septembre 1860, les Bersagliers et le régiment de lanciers de Milan entrent à Jesi tandis que cinq jours plus tard, dans la ville voisine de Castelfidardo, les troupes piémontaises menées par le général Cialdini battent l'armée papale à la bataille de Castelfidardo, Il s’ensuivit le plébiscite qui consacra l’union définitive des villes au royaume d’Italie. Jesi fut l’une des premières villes italiennes à créer une imprimerie.
En 1969, elle a été le siège d'un Congrès urbanistique international promu par l’UNESCO, qui l'a signalée comme « ville exemplaire » pour l'intégration architecturale de ses diverses couches historiques.  
Depuis 1996 se déroule dans la ville le Palio di San Floriano, manifestation médiévale qui prévoit la participation de toutes les villes voisines et des châteaux de Jesini. En 2014, Jesi est reconnu comme Cité européenne du Sport.

## Économie
Le Verdicchio dei Castelli di Jesi est un vin exporté dans toute la région des Marches, dans toute l'Italie et dans le monde, décliné sous les différentes catégories :
- Verdicchio dei Castelli di Jesi classico
- Verdicchio dei Castelli di Jesi classico riserva,
- Verdicchio dei Castelli di Jesi classico superiore,
- Verdicchio dei Castelli di Jesi passito,
- Verdicchio dei Castelli di Jesi riserva
- Verdicchio dei Castelli di Jesi spumante.

## Culture et patrimoine

### Palais de la Seigneurie
Un des plus imposants palais publics des Marches, il fut construit entre 1486 et 1498 par le célèbre architecte siennois Francesco di Giorgio Martini. En 1551, le palais est complété par une tour élevée à trois ordres crénelés et coupole (comme il apparaît dans des tableaux et des estampes de l'époque), selon un dessin de l’architecte Andrea Sansovino, et qui s’effondra en 1657 à la suite d'un tremblement de terre. Reconstruite en 1661, faute de fonds, elle n'a jamais été achevée.

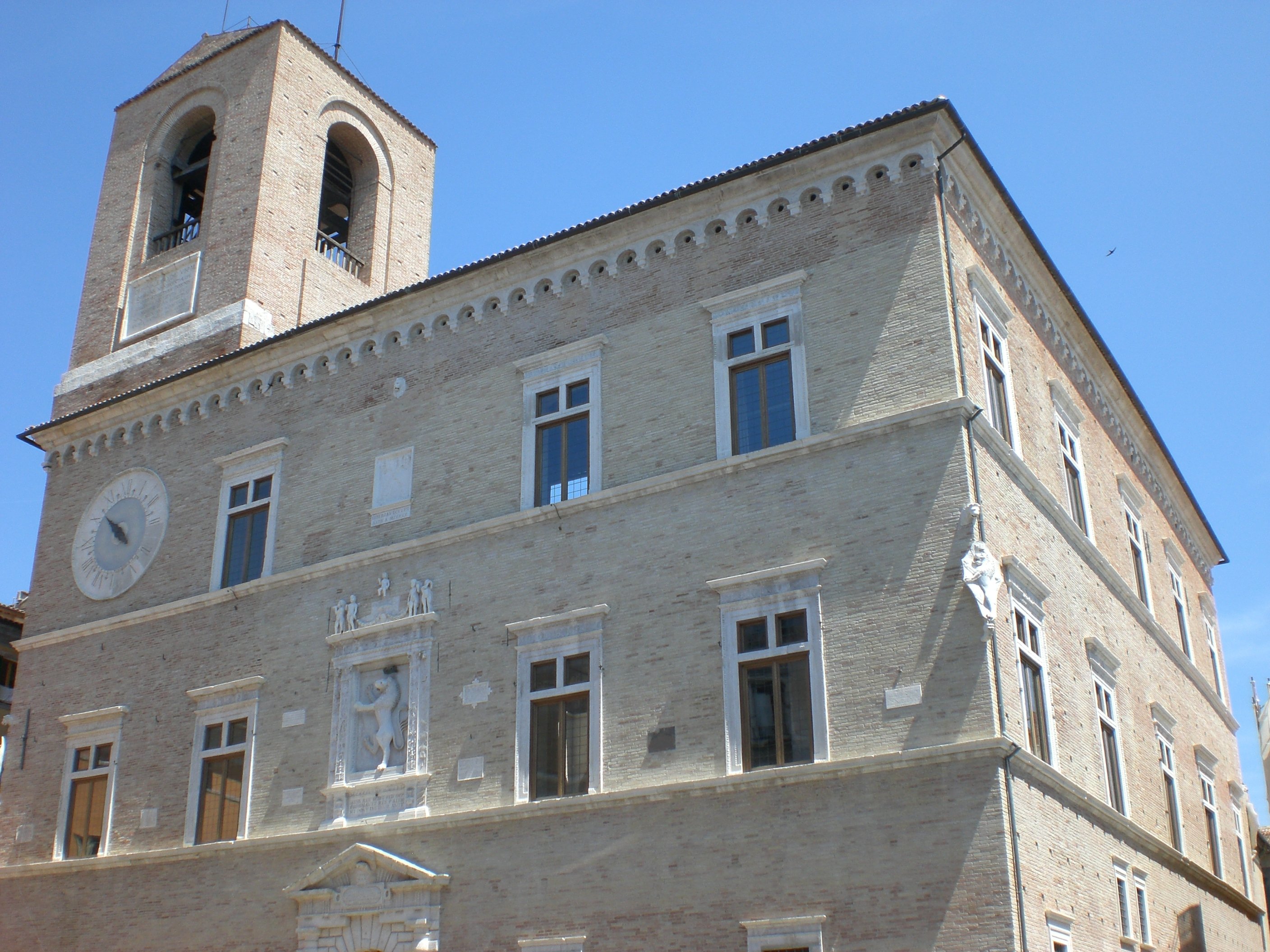
Palais de la Seigneurie.
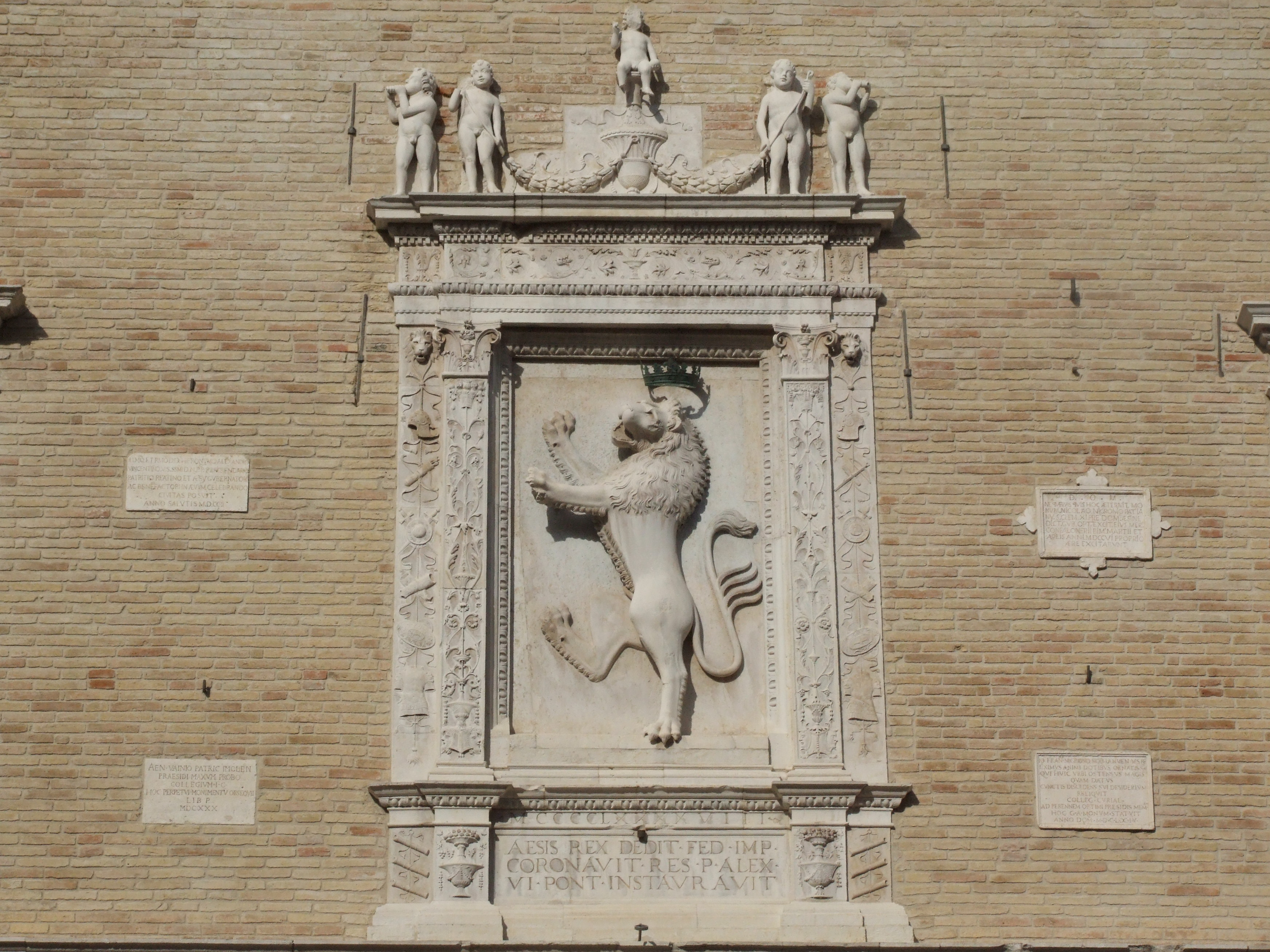
Emblèmes de la Ville sur la façade.
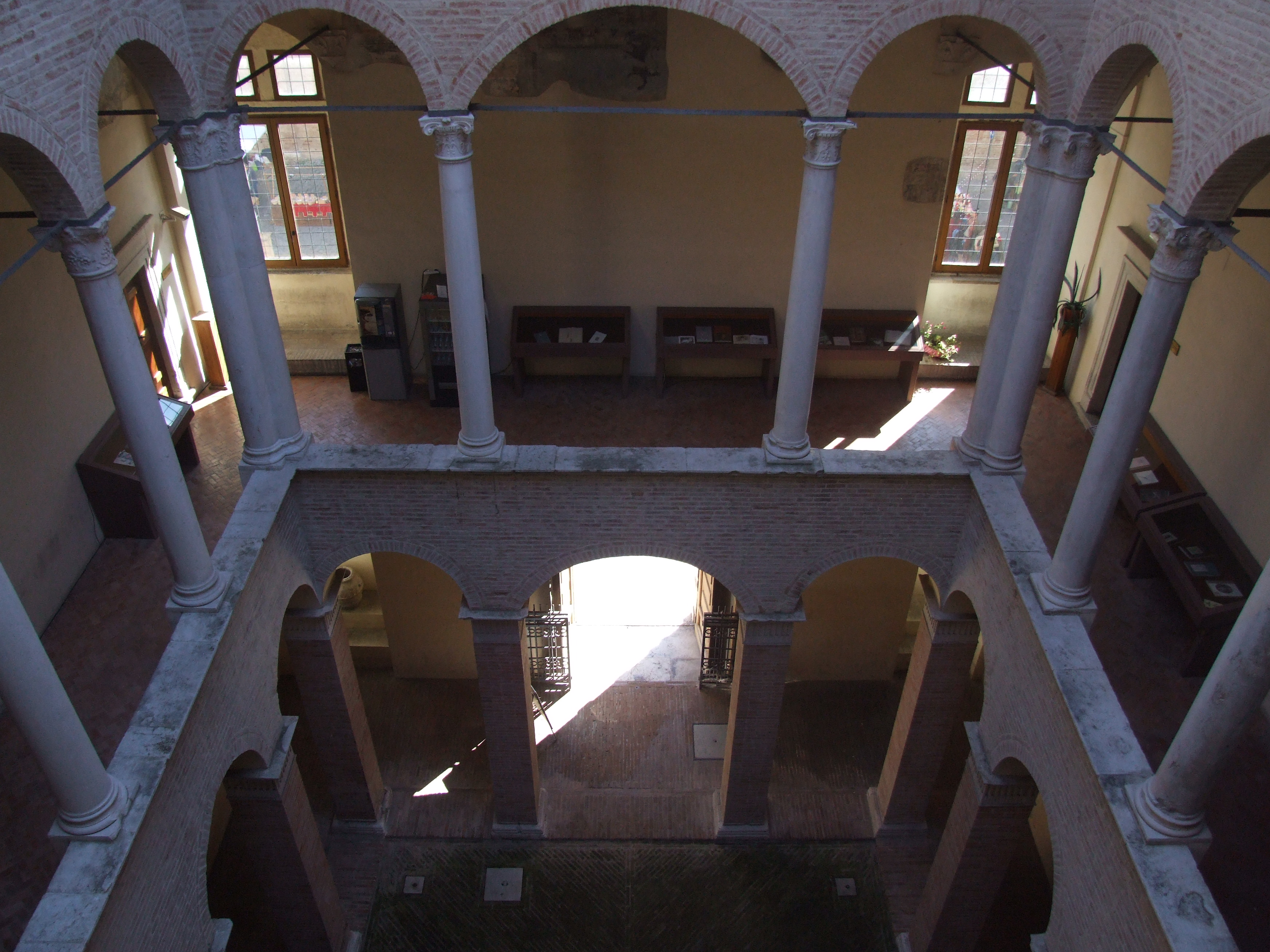
La Cour intérieure de Sansovino. 1519.
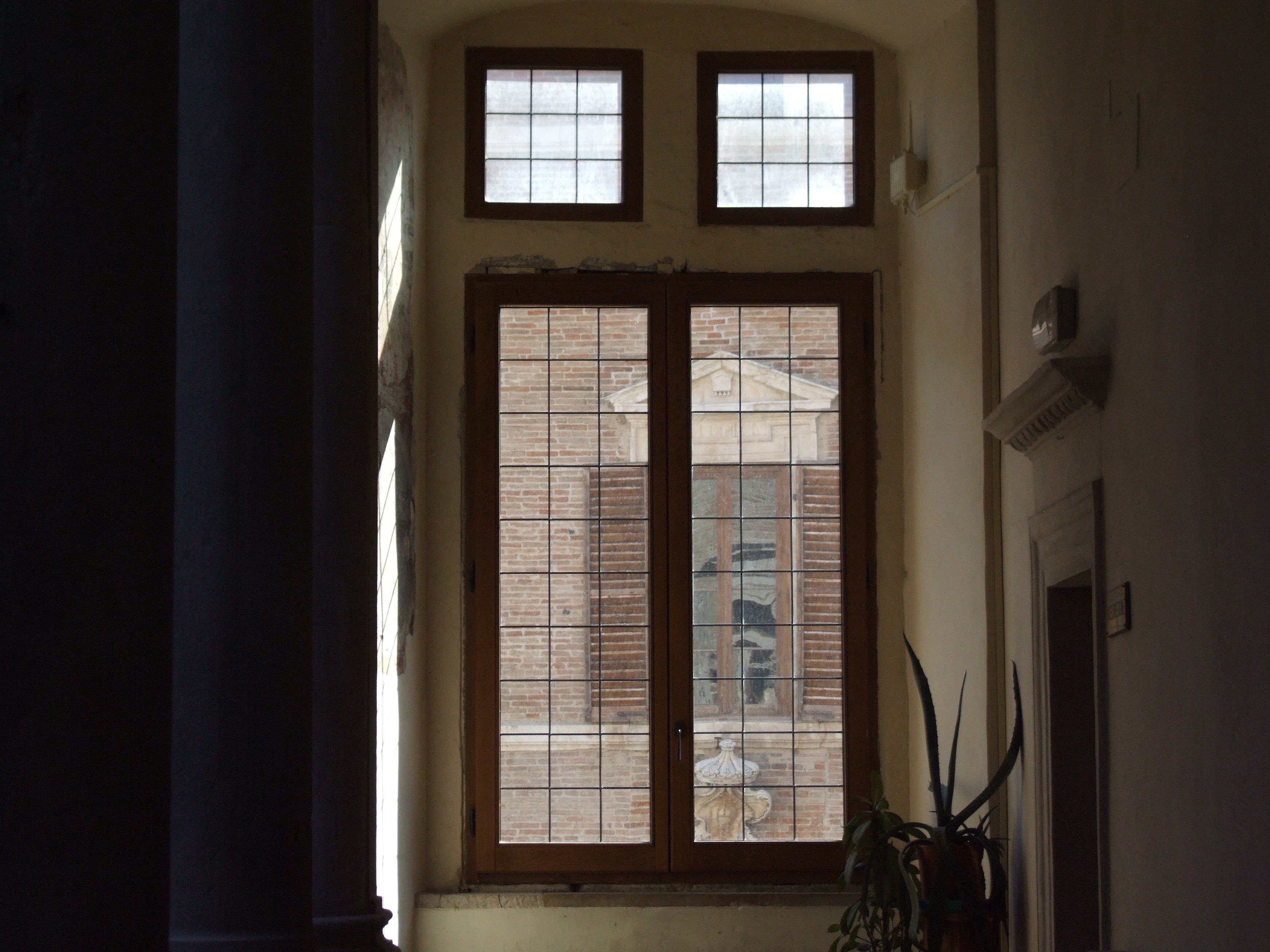
Intérieur du Palais.

### Palazzo Pianetti et la Pinacothèque Civique

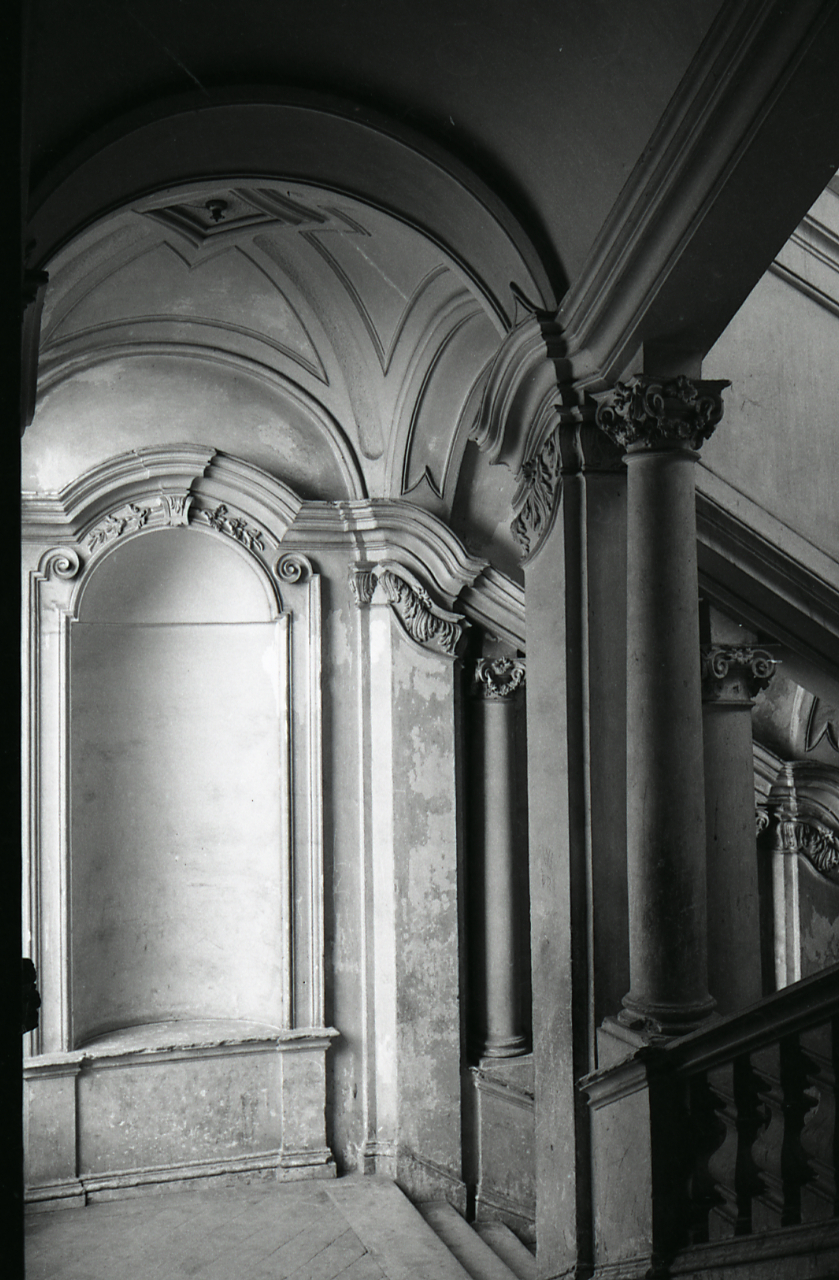
Escalier du Palazzo Colocci.

Le  Palazzo Pianetti a été construit au milieu du XVIIIe siècle. C'est un chef-d’œuvre du rococo italien. La très longue façade est ouverte par cent fenêtres, tandis qu'il est bordé à l'arrière par un délicieux jardin à l'italienne. À l'intérieur, au rez-de-chaussée se trouve le musée archéologique, à l'étage la galerie principale ornée de fresques, stucs et bas-reliefs dans le plus pur style rococo est flanquée de la pinacothèque civique comprenant des toiles importantes de Lorenzo Lotto dont La Visitation (1530), L'Annonciation, La Vierge à l'Enfant et saints, saint François qui reçoit les stigmates (1526), saint Gabriel et l'Annonciation (1526) et l'un de ses chefs-d’œuvre, le célèbre retable de Sainte Lucie (1532) réalisé pour la confraternité de Sainte Lucie, mais aussi d'œuvres de Nicola di Maestro Antonio, Pietro Paolo Agabiti, Parmigianino, Cristoforo Roncalli, Carlo Cignani, Giacomo del Po, Alessandro Tiarini, Giuliano Presutti, Francesco Trevisani, Carlo Maratta, Guercino...
On y trouve également des épigraphes funéraires, des terres cuites des della Robbia, une collection précieuse de vases de pharmacie et des céramiques.

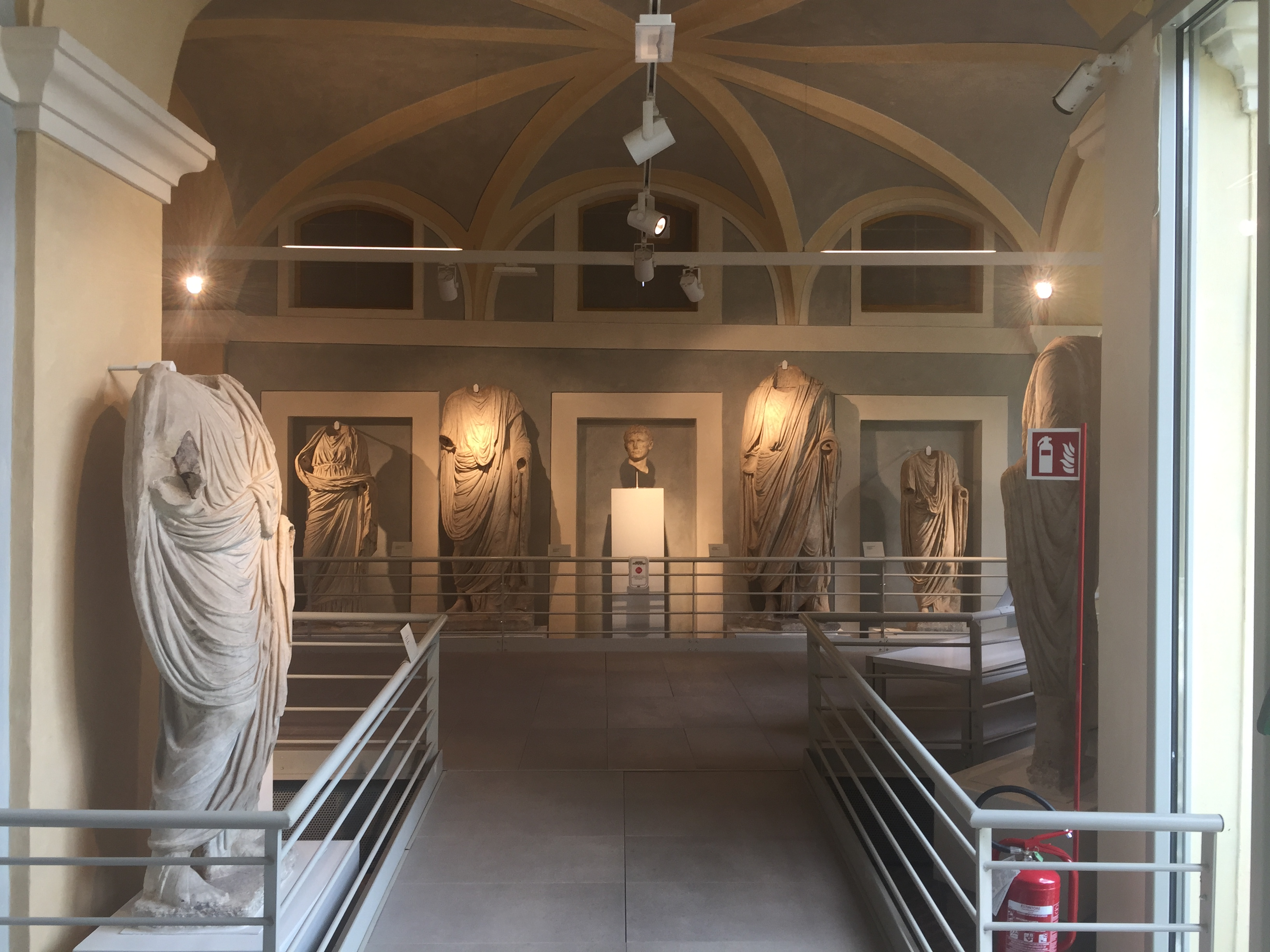
Salles archéologiques du Palazzo Pianetti de Jesi.
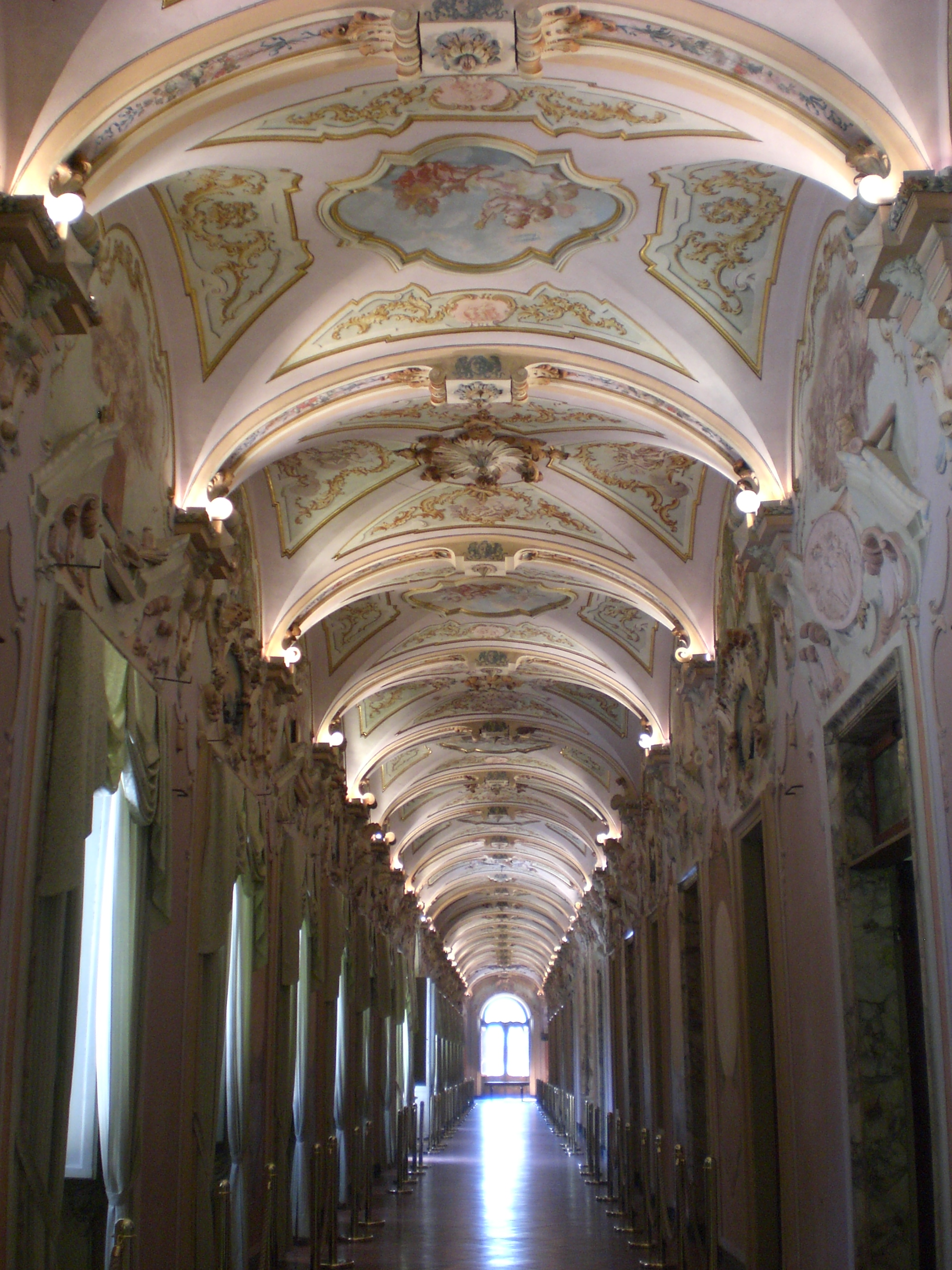
Galerie du Palazzo Pianetti.
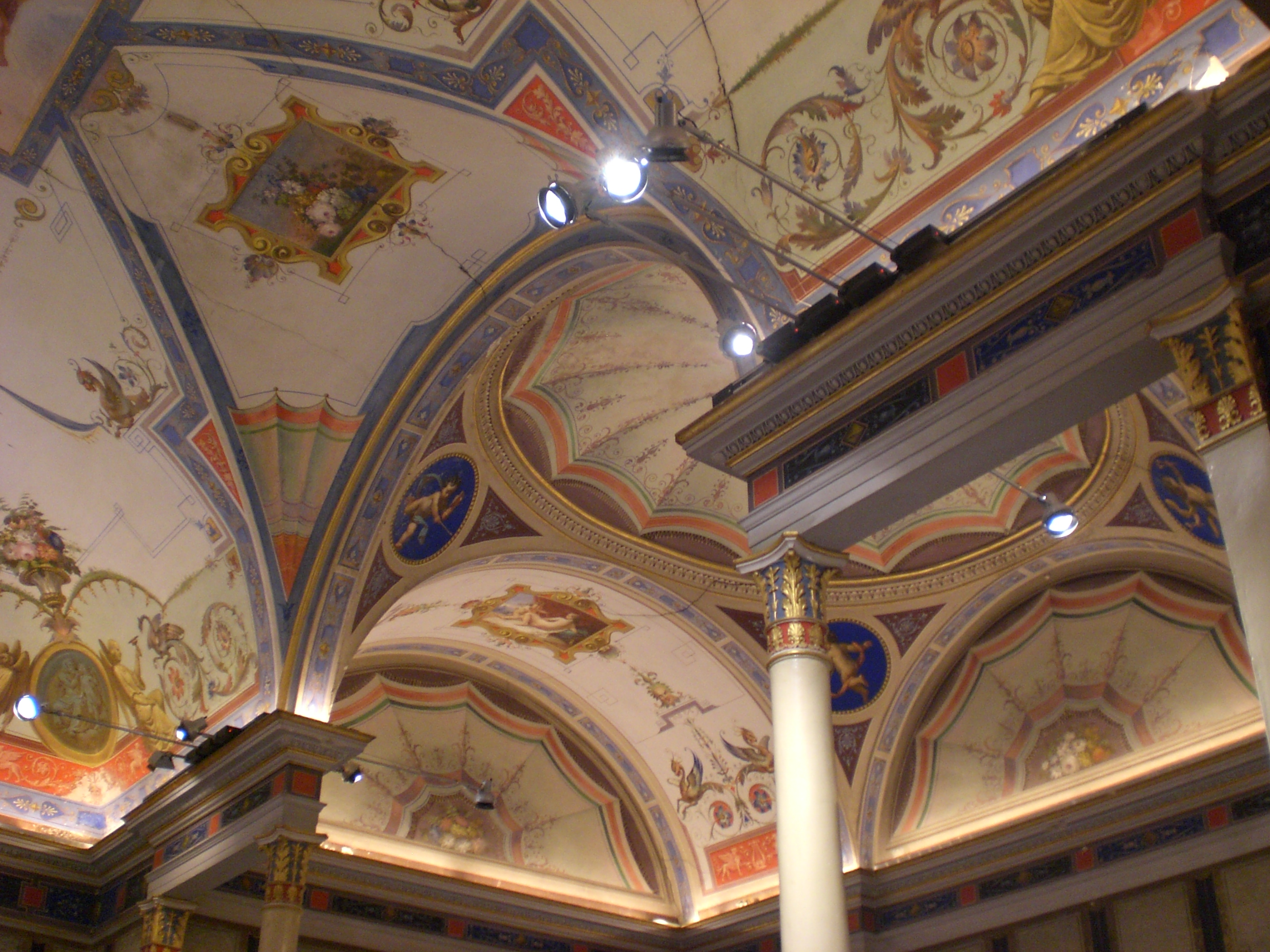
Alcôve pompéienne du palais Rococo Pianetti.
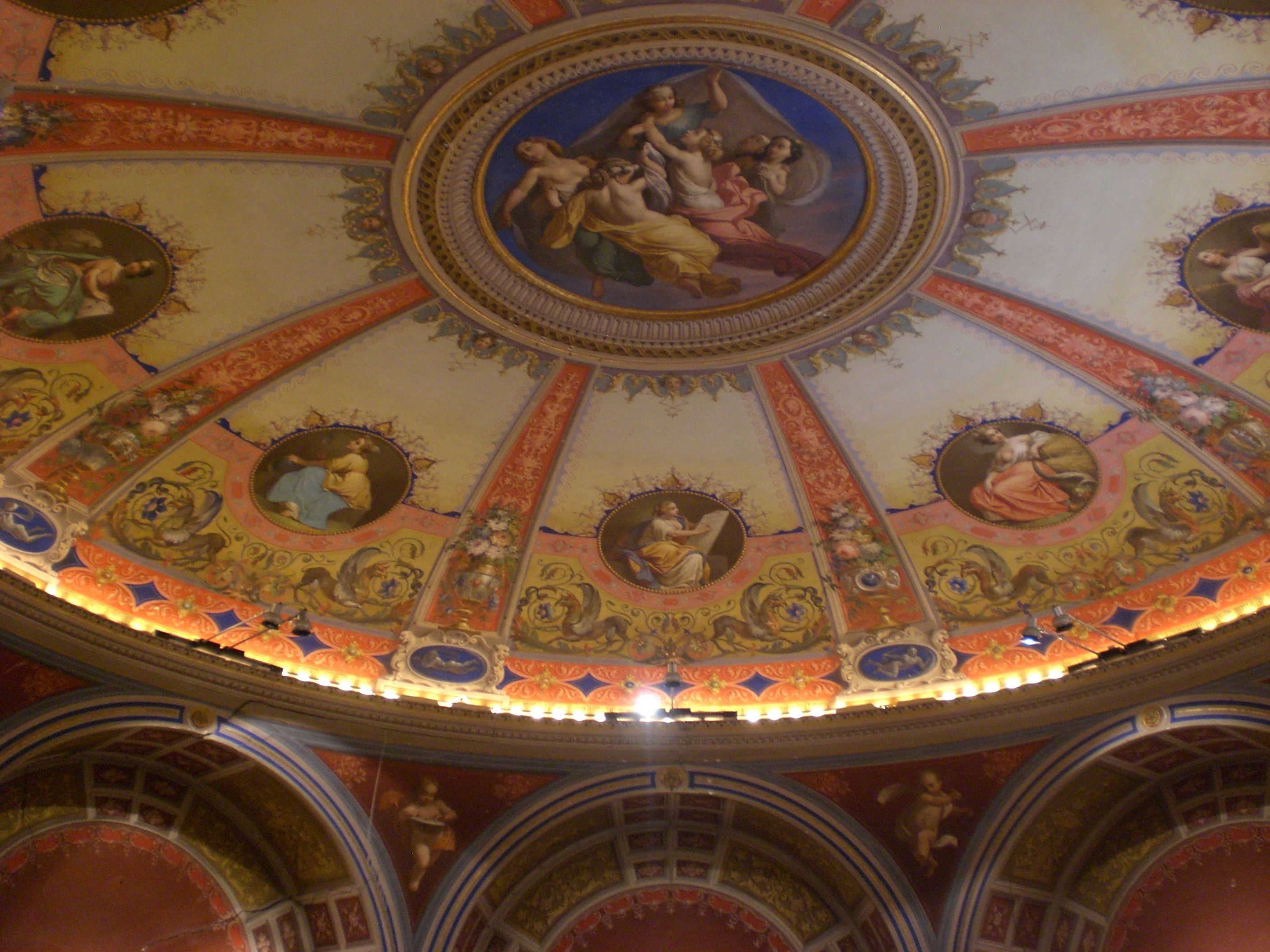
Cafè House du palais Pianetti.
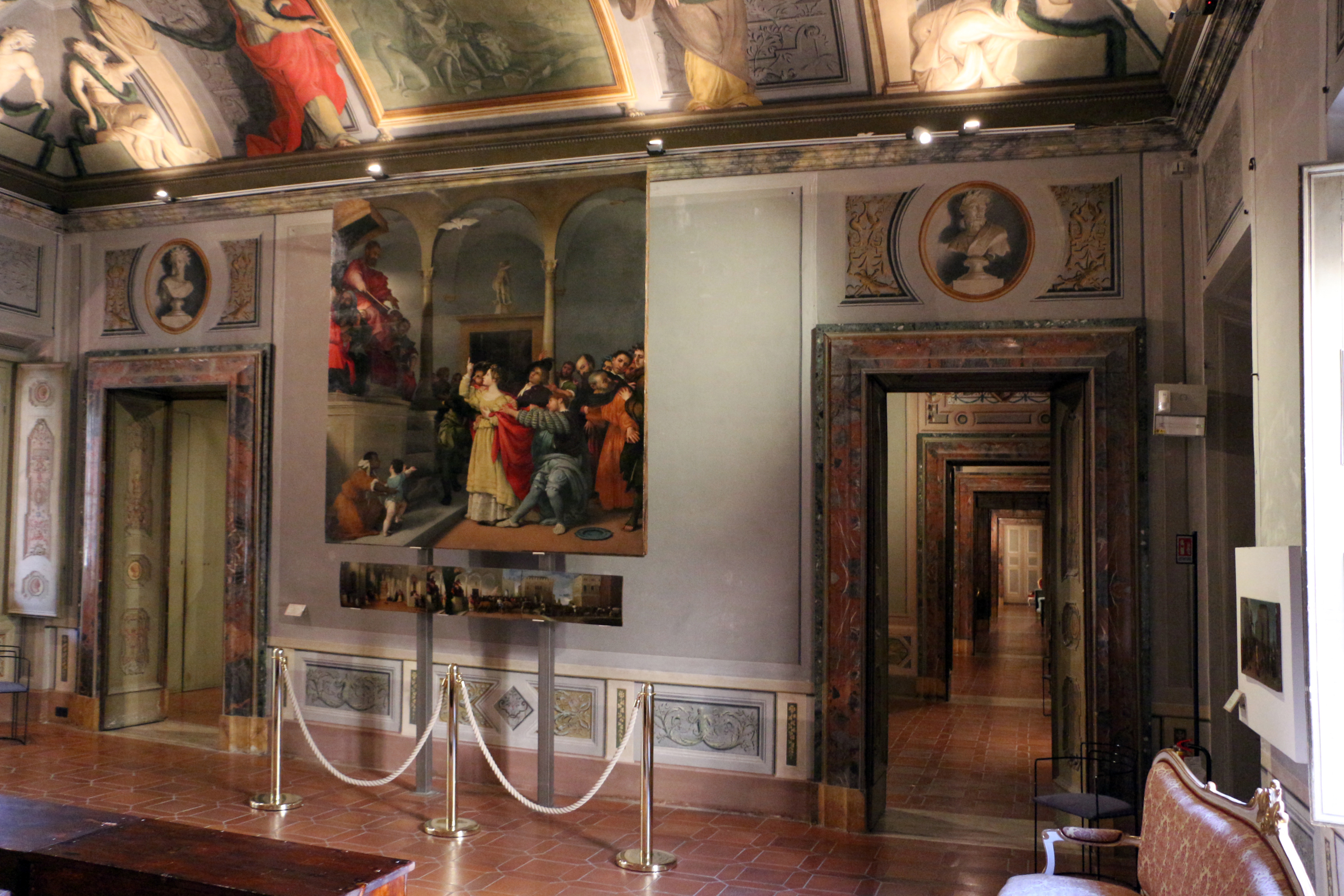
Salles du retable de Sainte Lucie de la Pinacothèque Civique.
Vue opposée des Salles de la Pinacothèque.
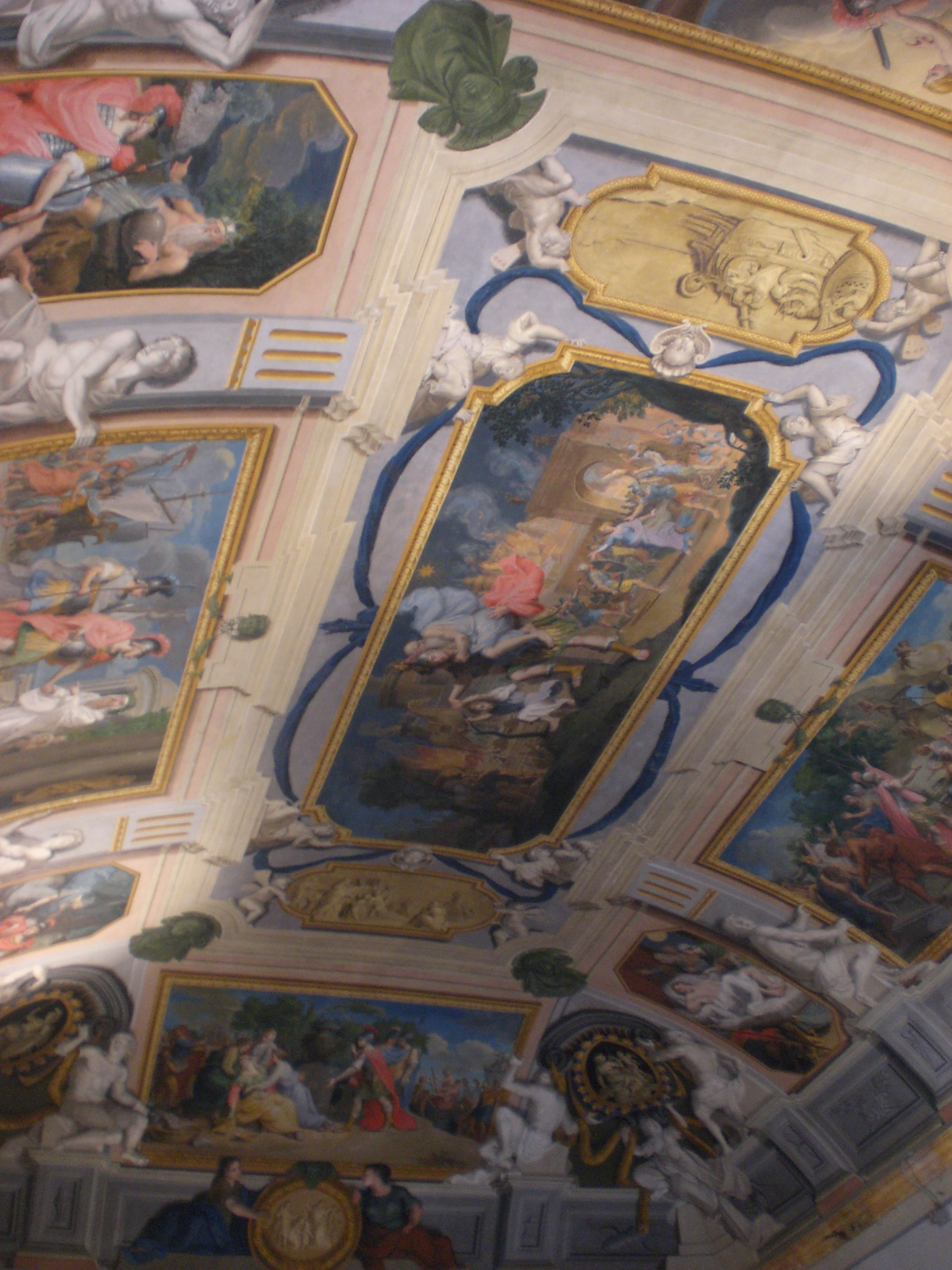
Plafond de la Salle de l'Énéide.
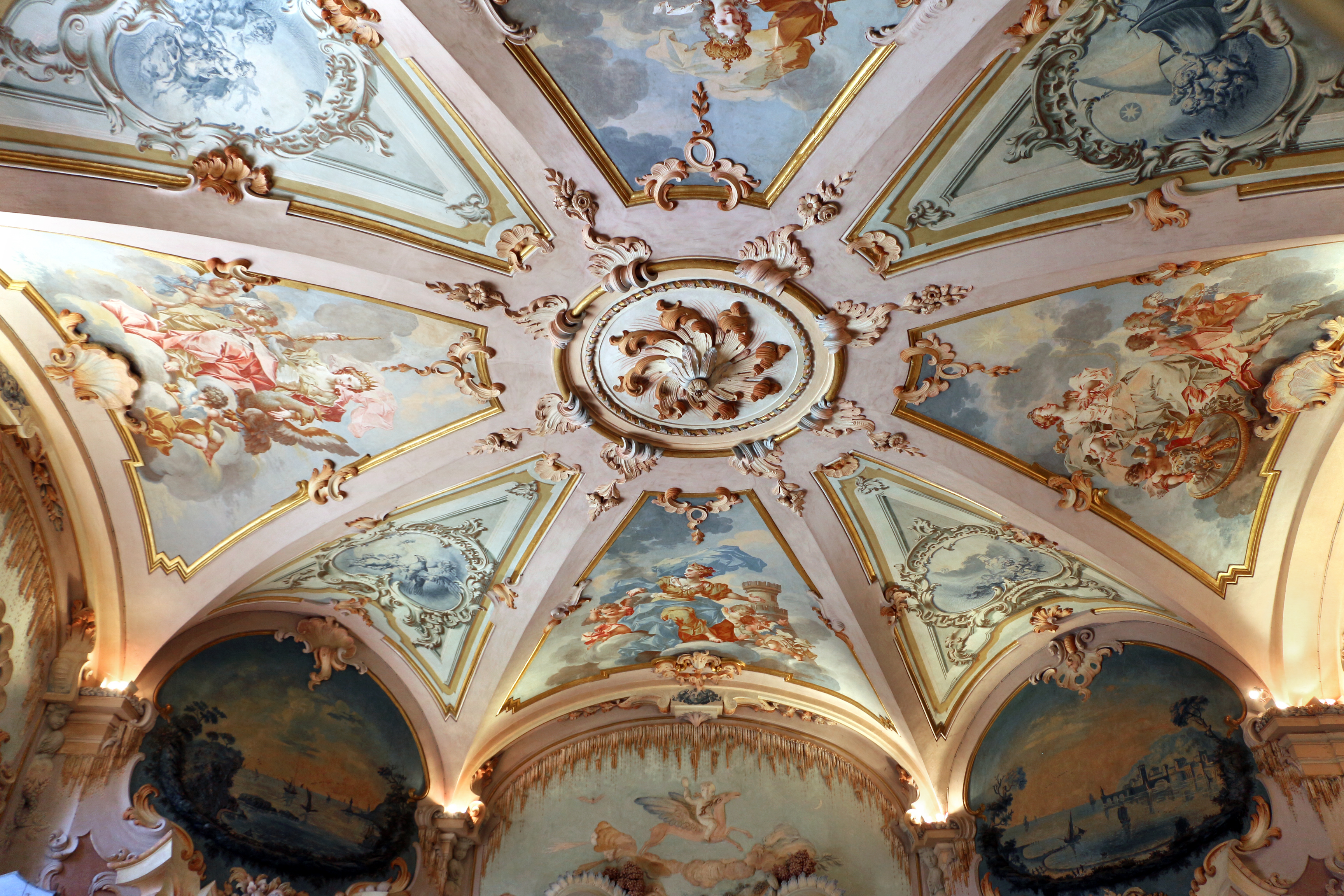
Plafond de l'Exèdre.

### Le Palazzo Colocci
Le Palazzo Colocci est une ancienne demeure nobiliaire de la ville de Jesi. Situé sur la place Angelo Colocci, à l'angle de la Via Pergolesi, l'ancien cardo massimus, dans le point le plus élevé de la ville, en face du Palazzo della Signoria. Dans ce palais ont vécu les derniers descendants des Colocci et du navigateur florentin Amerigo Vespucci.

### Palazzo Balleani

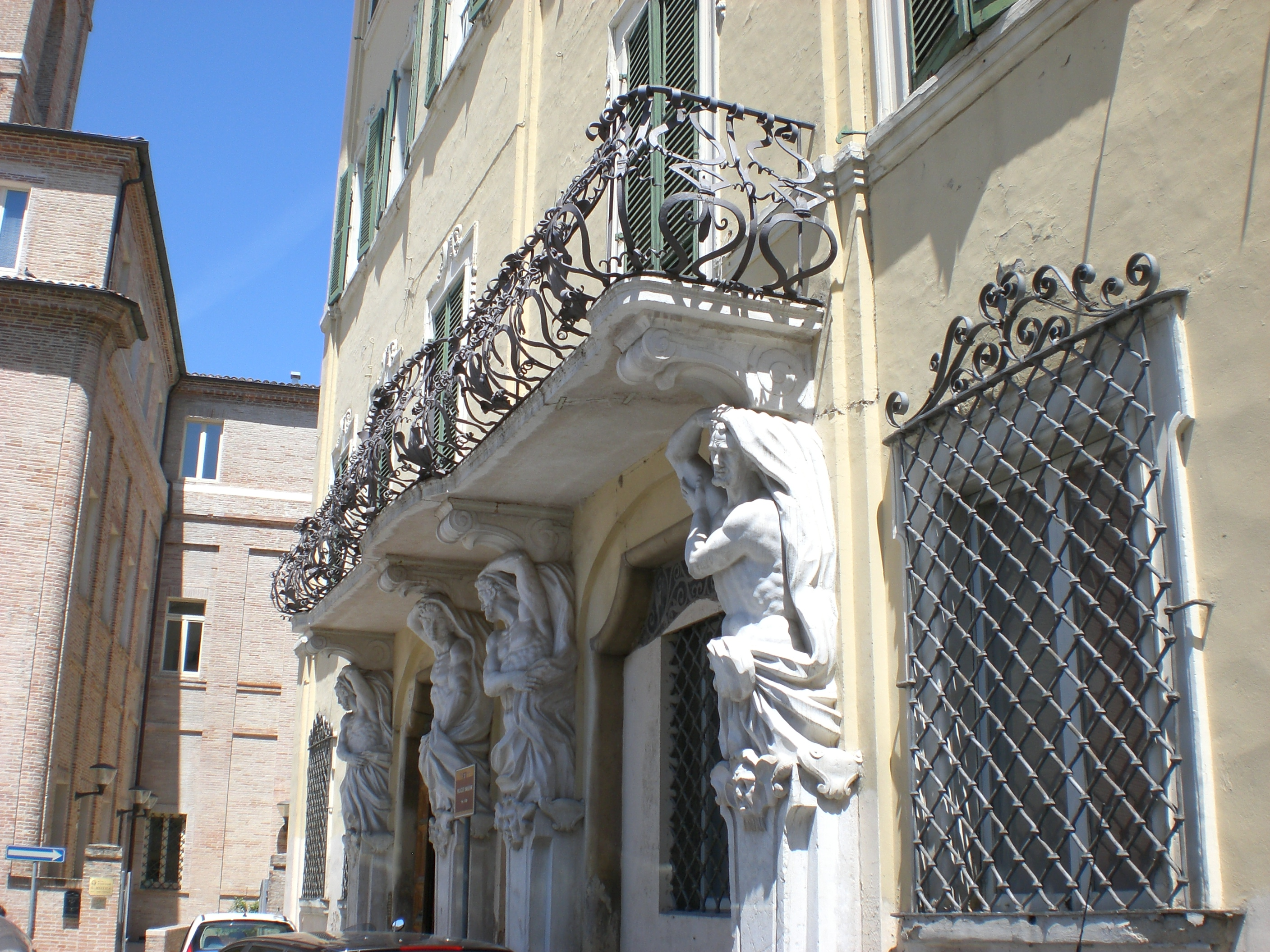
Palazzo Balleani.

Situé sur la Place Frédéric II, à côté de la cathédrale, le Palazzo Balleani est un exemple de rococo local. Il a été réalisé à partir de 1720 sur le dessin de l'architecte romain Francesco Ferruzzi. Sur l'élégante façade, aux bords arrondis, se trouve un balcon rococo caractéristique avec une rampe en fer forgé soutenue par quatre puissants télamons, réalisée en 1723 par Giovanni Toschini de Ravenne. L'intérieur impressionne par la richesse des salles avec les plafonds aux légers et raffinés stucs dorés, exécutés par différents artistes, dont les décorateurs Giuseppe Confidati, Antonio Conti, Marco d’Ancona, Orazio Mattioli et le peintre Giovanni Lanci.

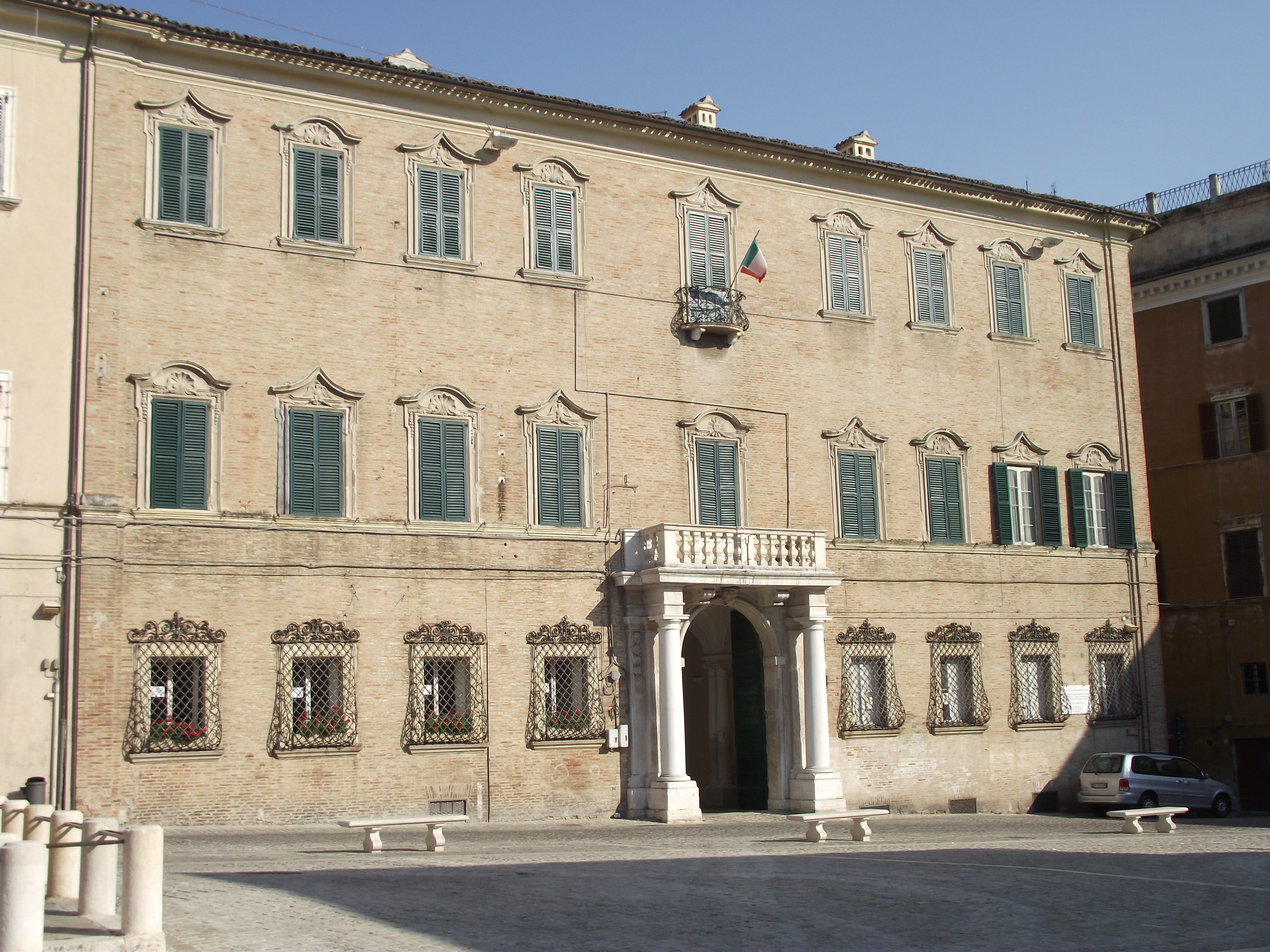
Palazzo Ripanti.

### Palazzo Ripanti et le Musée diocésain
Le Palazzo Ripanti est une ancienne demeure nobiliaire de la ville de Jesi. Il est l'un des plus vastes complexes résidentiels de la ville. Situé sur la piazza Federico II occupant tout le côté sud-est de la place, adjacent à la cathédrale et en face du complexe de San Floriano. Le Nouveau Palais accueille le Musée diocésain. Le musée compte environ 200 œuvres, parmi lesquelles des peintures de Claudio Ridolfi, Ercole Ramazzini, Domenico Luigi Valeri, Antonino Sarti, des sculptures, des reliquaires, des ex-voto et des appareils liturgiques, qui vont du XIVe au XIXe siècle.

### Le Palazzo Ricci

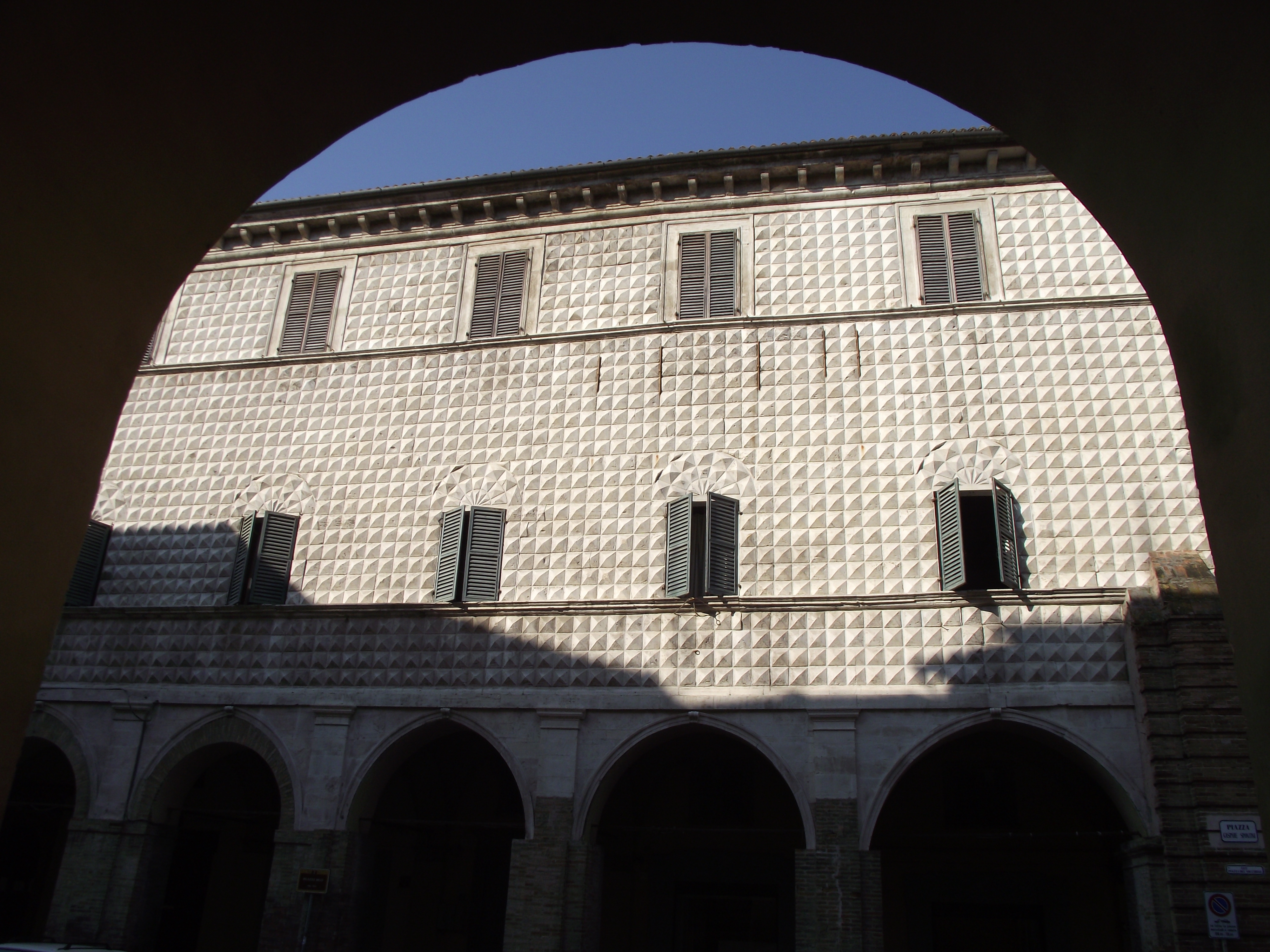
Palazzo Ricci.

Le Palazzo Ricci est une ancienne demeure nobiliaire de la ville de Jesi. Situé sur la place Gaspare Spontini, à l'angle avec, l'ancien cardo maximus, en face du palais Leopardi, et à côté de l'hôtel de ville. Il est l'un des meilleurs exemples de l'architecture de la Renaissance de la ville. 

### Théâtre Pergolèse
Le théâtre Pergolèse est le théâtre historique de la ville de Jesi. Il est situé sur le côté sud-est de la place centrale de la République, en tant que décor. Il représente l'un des plus grands temples lyriques d'Italie, et l'un des plus anciens théâtres de la région. 

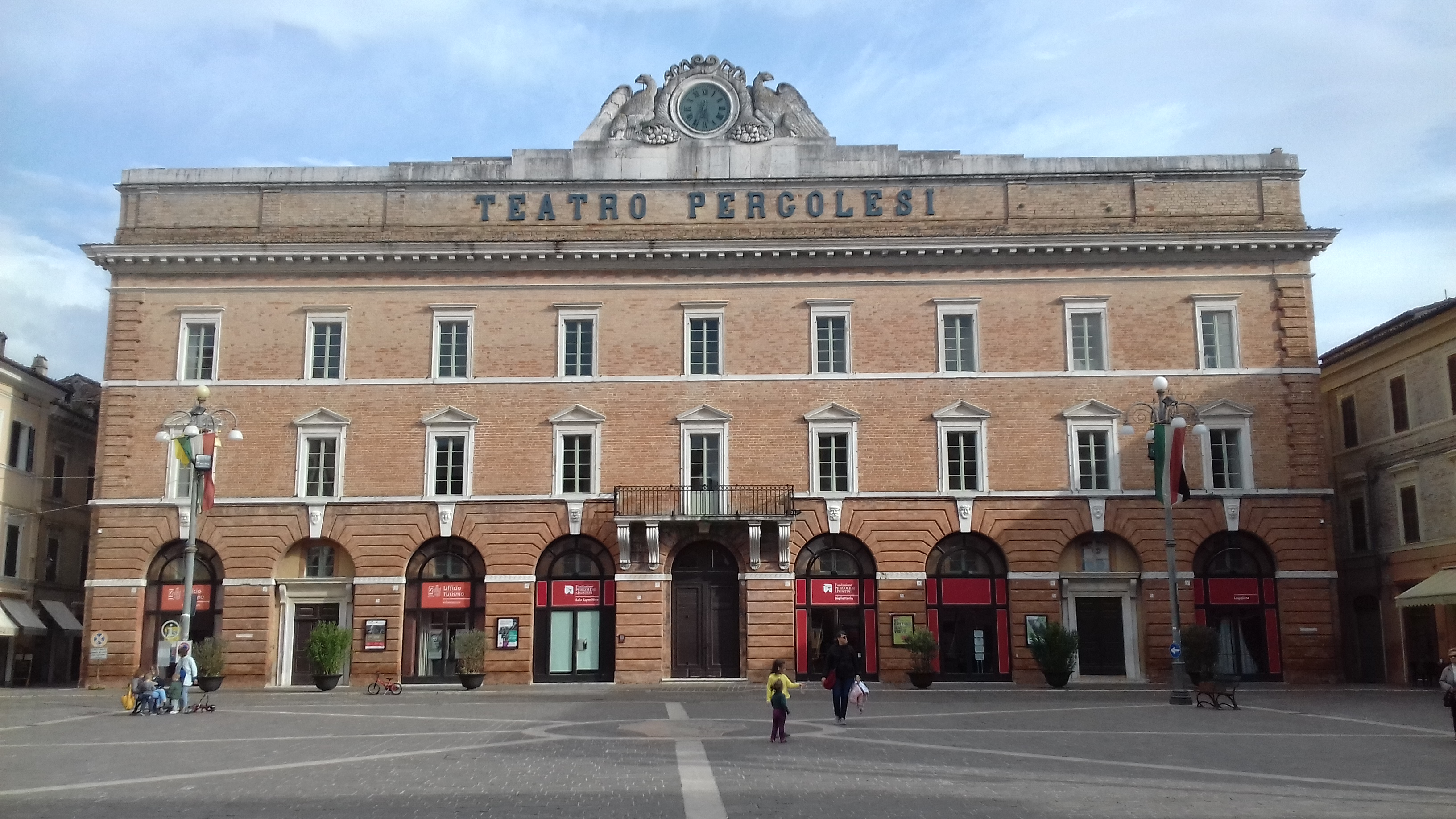
Façade du théâtre Pergolèse, place de la République.
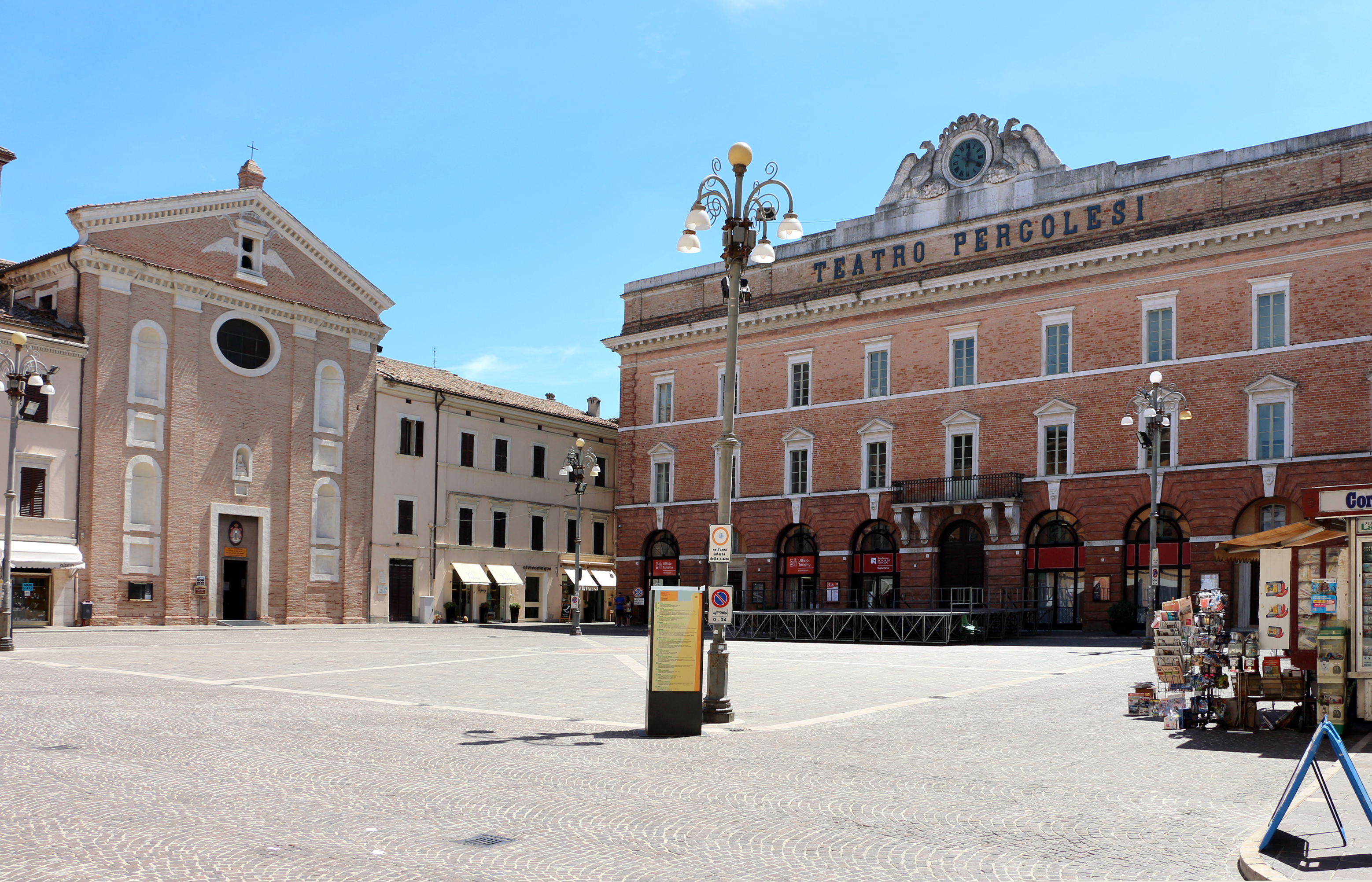
Église de l’Adoration et théâtre Pergolesi.

### Sport
Jesi est la ville qui compte le plus grand nombre de médailles olympiques en escrime, et plus particulièrement dans l'arme du fleuret (14 en or, 3 en argent et 6 en bronze) depuis les Jeux de Montréal en 1976, avec notamment les champions olympiques  Stefano Cerioni, Giovanna Trillini, Valentina Vezzali et Elisa Di Francisca.

## Personnalités célèbres
- Frédéric II du Saint-Empire (1194-1250), empereur du Saint-Empire romain germanique.
- Giovanni Battista Pergolesi (1710-1736), compositeur, violoniste et organiste.
- Crescence de Jesi, ministre général de l'ordre des frères mineurs de 1244 à 1247.
- Rafael Sabatini (1875-1950), écrivain.
- Virna Lisi (1936-2014), actrice, y a passé une partie de son enfance.
- Roberto Mancini, footballeur international italien, sélectionneur de l'équipe d'Italie, y est né en 1964.
- Giovanna Trillini (1970-), quadruple championne olympique d'escrime.

## Photographies

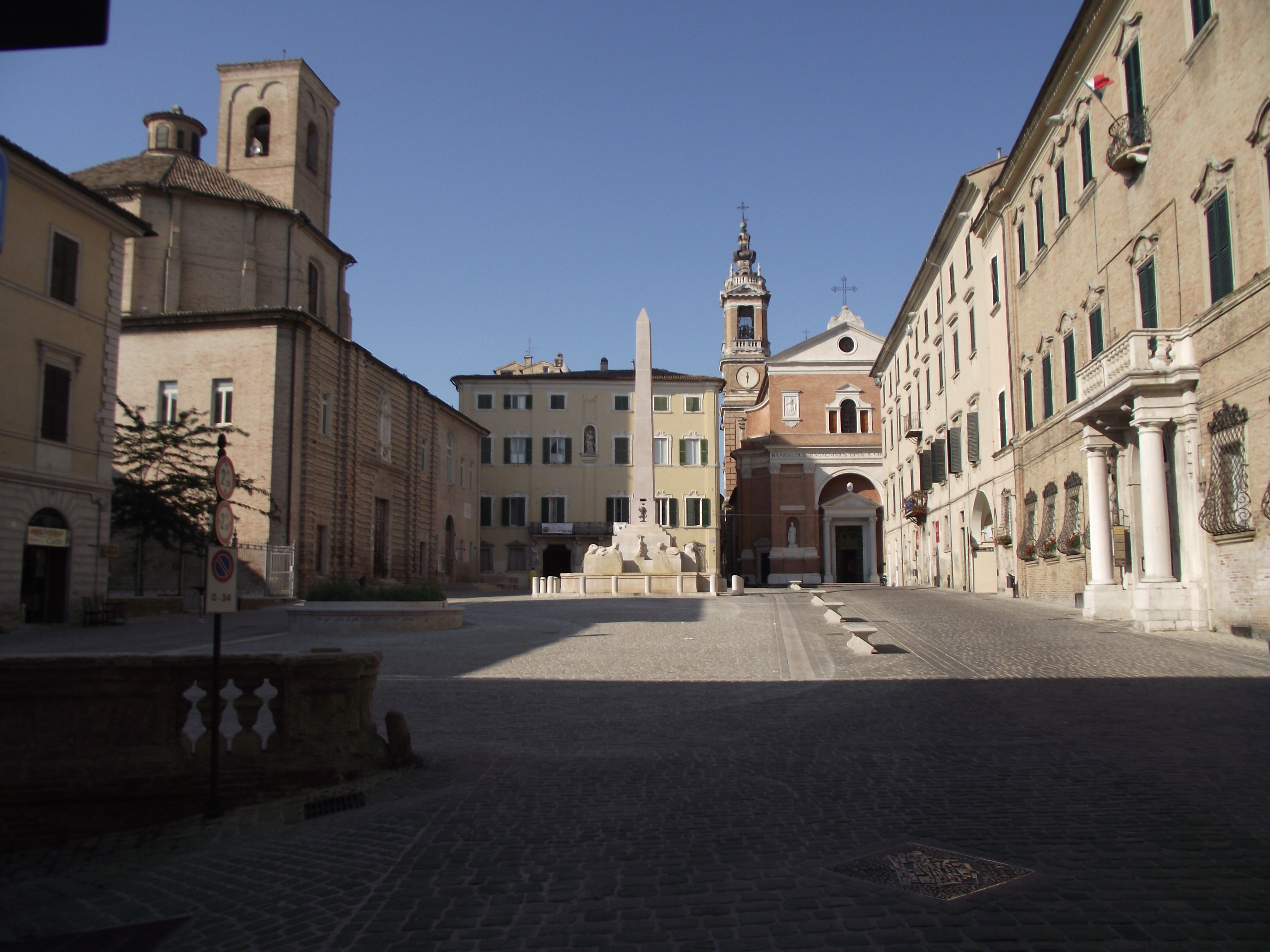
Place Frédéric II.
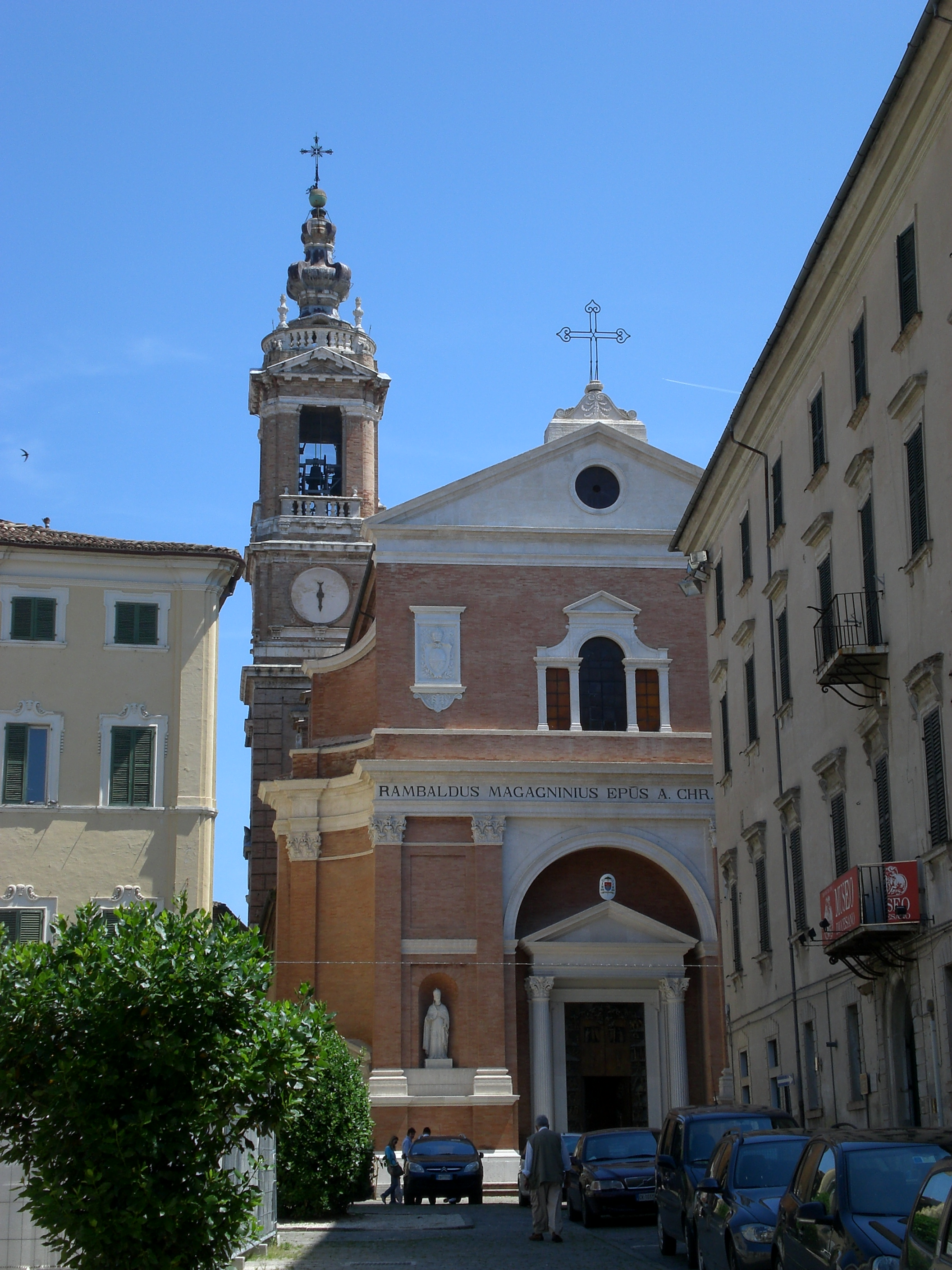
Duomo.
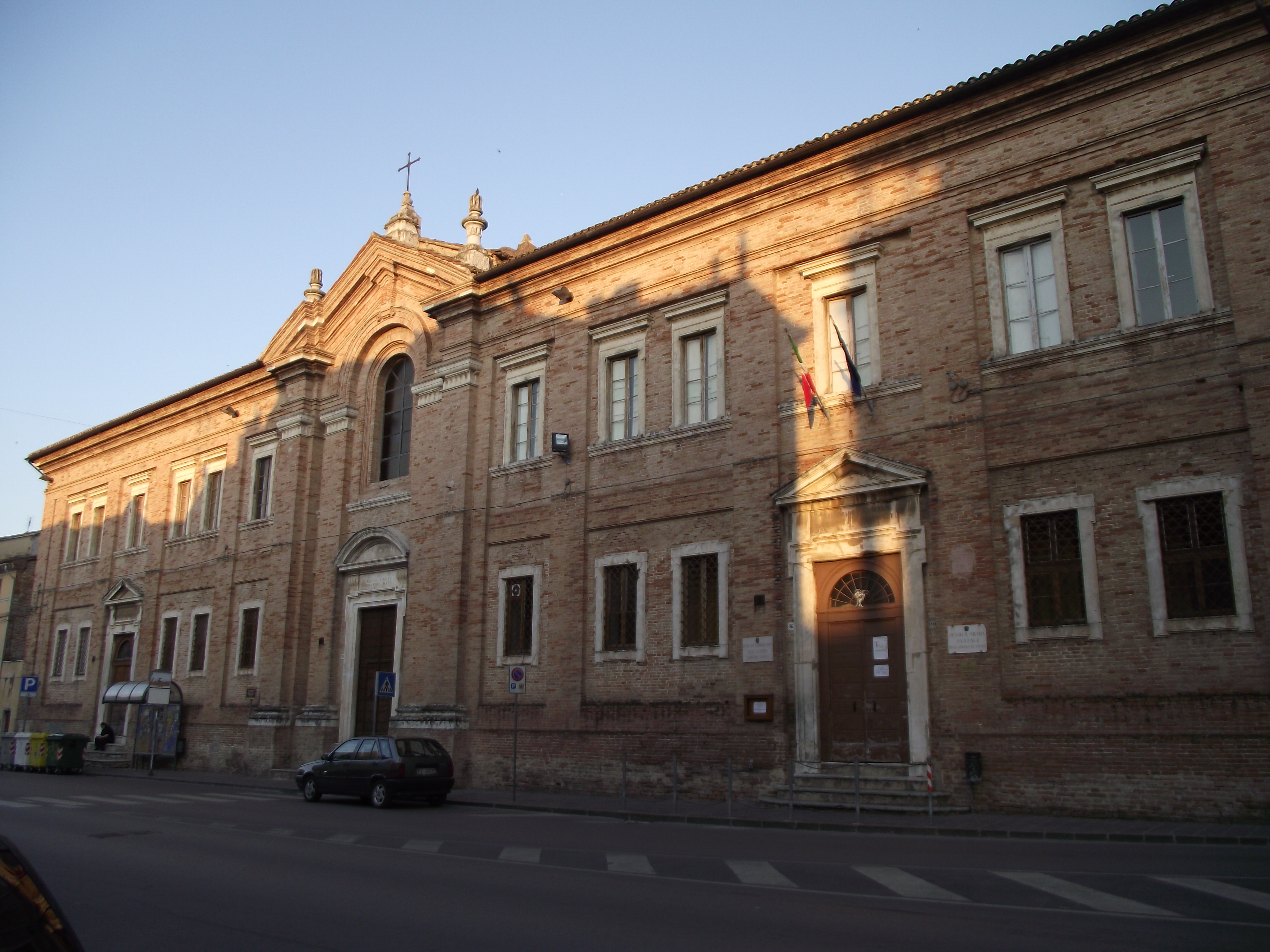
Cour Giacomo Matteotti.
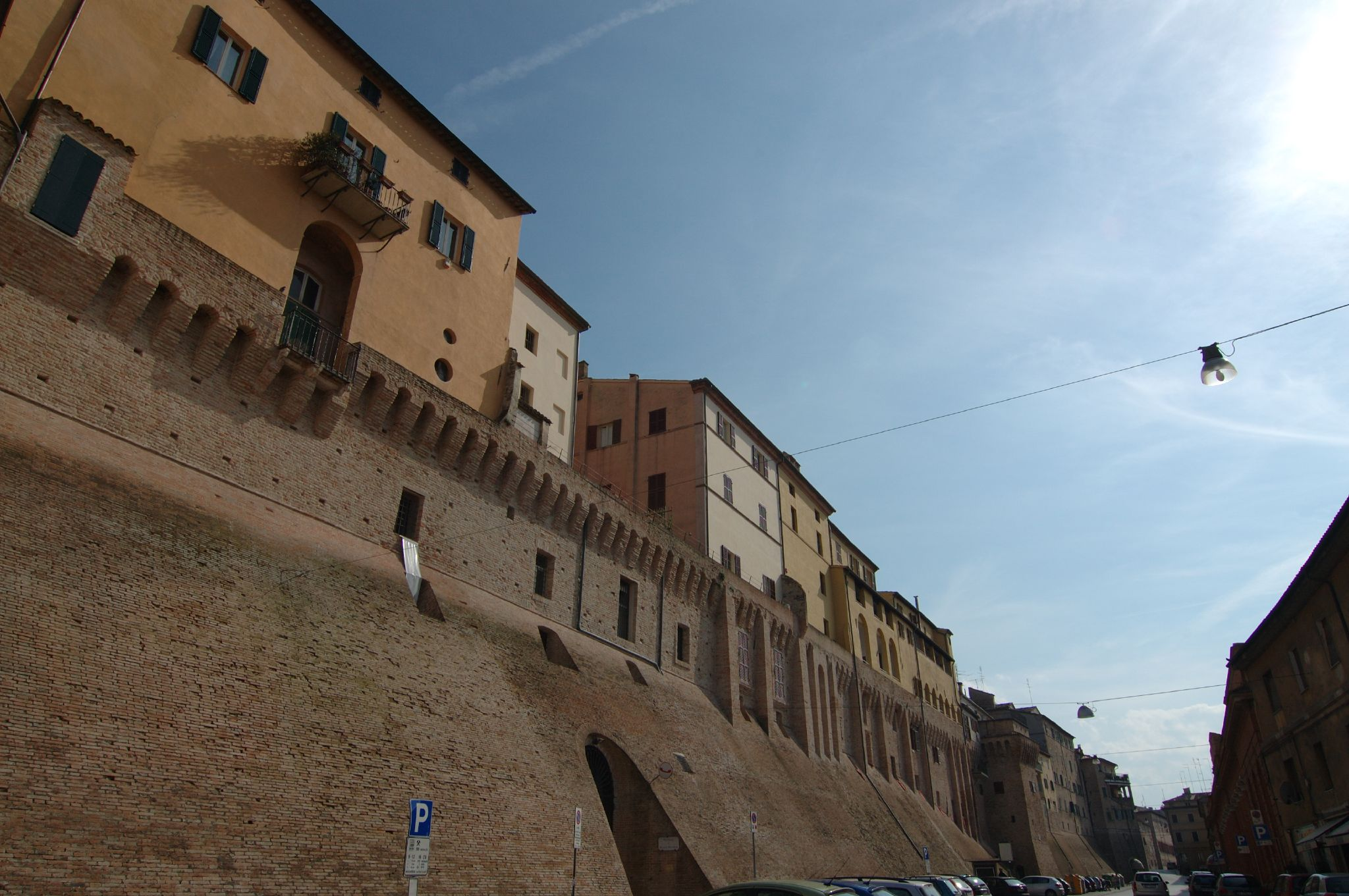
Remparts de Jesi.
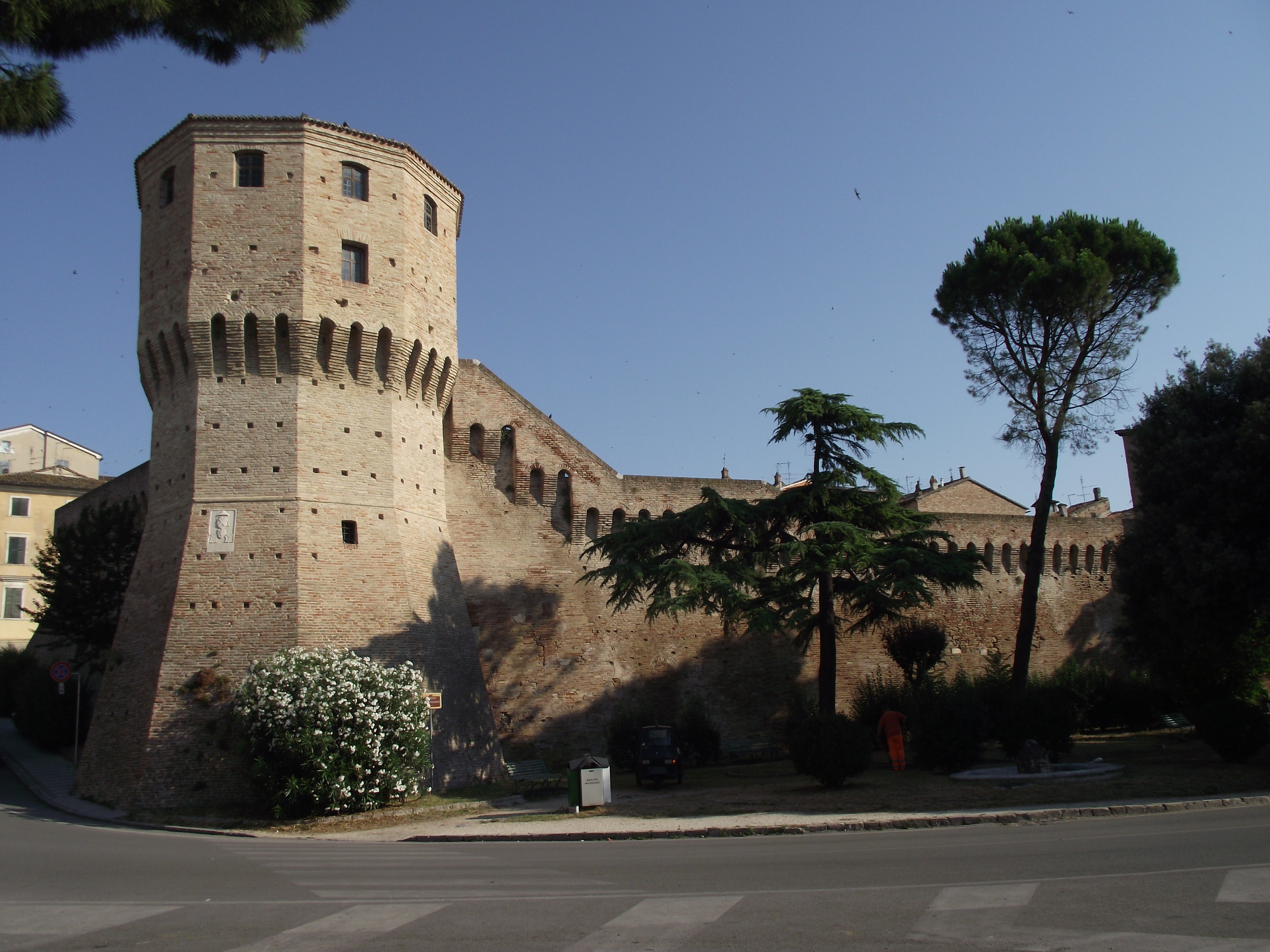
Tour des Remparts de Jesi.
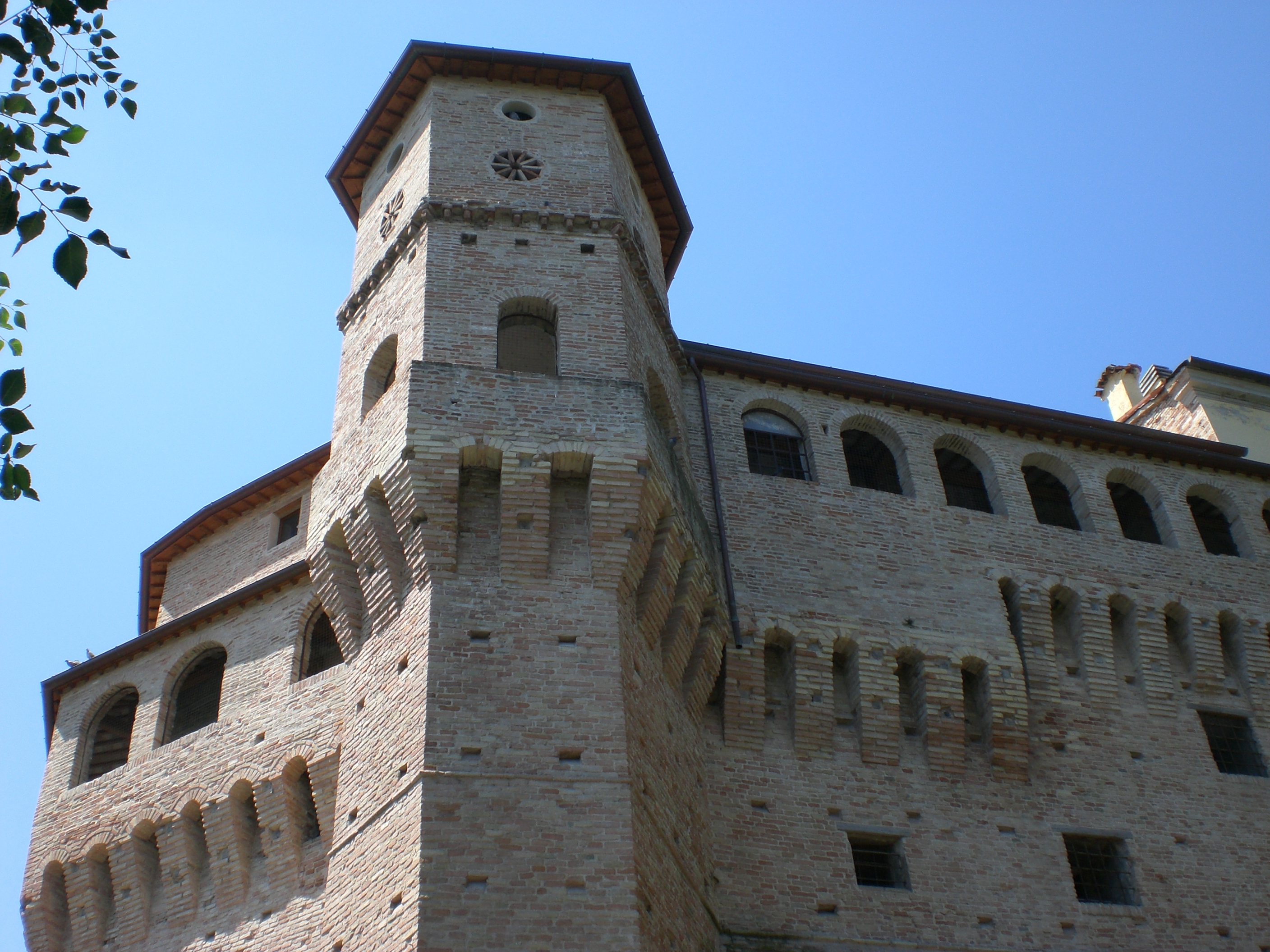
Tour des Remparts de Jesi.

## Administration
| Période                                  | Période  | Identité          | Étiquette       | Qualité |
| ---------------------------------------- | -------- | ----------------- | --------------- | ------- |
| 28 mai 2002                              | En cours | Fabiano Belcecchi | Centro-Sinistra |         |
| Les données manquantes sont à compléter. |          |                   |                 |         |

### Hameaux
Mazzangrugno, Castelrosino, Tabano, Santa Lucia, Pantiere di Jesi

### Communes limitrophes
Agugliano, Camerata Picena, Castelbellino, Chiaravalle, Cingoli, Filottrano, Maiolati Spontini, Monsano, Monte Roberto, Monte San Vito, Polverigi, San Marcello, San Paolo di Jesi, Santa Maria Nuova, Staffolo

## Jumelages
Les cinq villes, que sont Mayenne, Devizes, Baja et Jesi et Waiblingen sont jumelées entre elles.
- Devizes (Royaume-Uni) depuis 1966
- Mayenne (France) depuis 1962
- Baja (Hongrie) depuis 1988
- Waiblingen (Allemagne) depuis 1996
- Lanmeur (France)